# Ван Гулик, Роберт
Ро́берт Ханс ван Гу́лик (нидерл. Robert Hans van Gulik, кит. трад. 高羅佩, упр. 高罗佩, пиньинь Gāo Luópèi, палл. Гао Лопэй, 9 августа 1910, Зютфен — 24 сентября 1967, Гаага) — нидерландский востоковед, писатель и дипломат. Наибольшую известность приобрёл благодаря циклу романов и повестей о судье Ди. Этого героя он позаимствовал из китайского детективного романа «Ди Гун Ань» XVIII века, который, в свою очередь, базируется на биографии реального китайского сановника эпохи Тан.
Роберт ван Гулик вырос в семье военного врача, служившего в колониальной администрации Индонезии, с детства изучал восточные языки. Получил образование филолога в университетах Лейдена и Утрехта. После защиты докторской диссертации, посвящённой культу Хаягривы, в 1935 году поступил на дипломатическую службу, которая проходила в Японии и Китае, США и Ливане, Малайзии, Индии. В Чунцине в 1943 году женился на внучке Чжан Чжидуна — Шуй Шифан, их старший сын стал востоковедом-японистом. Последним назначением ван Гулика была должность полномочного посла Нидерландов в Южной Корее и Японии.
Как учёный, ван Гулик избегал магистральных социологических или политологических направлений в китаеведении, отдавая предпочтение антикварианизму. Он сосредоточился на малоизвестных на Западе элементах дальневосточной культуры — тушечницах, гуслях-цинь (виртуозом игры на которых был он сам), буддийской тайнописи сиддхам или образам гиббона в искусстве Китая, чему были посвящены многочисленные публикации. Явился пионером исследования эротического искусства и эротологии Китая, в 1961 году опубликовал новаторскую монографию «Сексуальная жизнь в Древнем Китае». За научные заслуги удостоен почётного профессорского звания в Национальном университете Малайзии (1960) и почётного членства в Нидерландской королевской академии наук и искусств (1964).
Заинтересовавшись жанром китайского судебного романа, в 1949 году перевёл на английский язык детектив XVIII века «Ди Гун Ань», после чего до конца жизни написал и опубликовал 14 романов, две повести и восемь рассказов о судье Ди (не считая единственного триллера на тему современных Нидерландов). Художественные произведения, как и научные исследования, ван Гулик писал по-английски и лишь затем переводил на нидерландский язык. Будучи отличным каллиграфом и знатоком китайской живописи, он сам иллюстрировал свои детективы.

## Биография

### Происхождение. Ранние годы (1910—1923)

15-летний Роберт ван Гулик в индонезийской одежде с куклами ваянга

Согласно автобиографии самого ван Гулика, его дед Виллем Якоб (1834—1910) был первым представителем семейства, который имел отношение к Востоку. Он служил электротехником на почтамте Утрехта, и интерес к технике сочетался у Виллема ван Гулика с глубоким увлечением спиритизмом: он основал и возглавил общество Veritas, читал лекции и ставил парапсихологические опыты. Кроме того, он интересовался китайским и японским искусством, особенно росписью по лаку. Его сын — тоже Виллем Якоб (1870—1953) — изучал в Утрехте медицину, но стремился на военную службу, и поступил в Королевскую голландскую ост-индскую армию. Женат он был на дочери купца из Арнема по имени Берта де Рёйтер (1869—1942). В 1897 году Виллем Якоб ван Гулик был отправлен в Голландскую Ост-Индию в звании капитана медицинской службы и вместе с семьёй оставался в колониях (на Яве и Сулавеси) до 1909 года. В Индонезии родились их сыновья: Виллем Якоб III (1897), Питер Йоханнес (1898), и Бен Адольф (1899), а также дочь Берта Лина (1905). Виллем ван Гулик участвовал в Ачехской войне, и даже получил прозвище «Казак», которым очень гордился. Несмотря на консерватизм и одобрение голландского господства, ван Гулик живо интересовался индонезийской культурой, изучал язык, и круг его интересов был шире обычного для военнослужащего. Далее глава семьи был командирован для реорганизации госпиталей Ост-индской армии в метрополию и обосновался в Зютфене. Здесь 9 августа 1910 года в доме по адресу: Coehoornsingel 58, у Виллема и Берты родился сын Роберт. Когда ему исполнилось три года, семейство переехало в Неймеген, где располагался крупнейший из госпиталей колониальной армии.
В 1914 году глава семьи вновь был командирован на Яву, но оставил семью в Голландии. Поскольку трое старших сыновей успешно учились в пансионах, в 1915 году мать вместе с Бертой и Робертом поехала в Ост-Индию. В автобиографии Роберт вспоминал, что отец его отличался авторитарностью, а мать поставила в центр своей жизни дом и детей, но между ними практически не бывало конфликтов; детство всех ван Гуликов было счастливым и гармоничным. К 1915 году отец был повышен до полковника медицинской службы и назначен в Батавию. Пятилетний Роберт плохо приспосабливался к влажным тропикам и часто болел, но постепенно оправился и отличался физической крепостью. Семья жила в достатке в обширном доме, облицованном мрамором, со множеством туземных слуг. Особенности климата требовали, чтобы голландцы-хозяева перешли на аборигенную одежду и образ жизни. Отец коллекционировал китайский фарфор и индонезийское оружие, под которые был отдан центральный зал с колоннами, мать любила певчих птиц. Из домашних питомцев выделялась отцовская белая лошадь и обезьяна Роберта. Родители не были религиозными и не настаивали на посещении детьми церкви, но отдали Роберта в воскресную школу, чтобы тот понимал Библию и усвоил начала протестантской морали. Главный помощник отца — индонезиец Вонгсо — был страстным ценителем театра теней ваянг, который заинтересовал куклами сына своего патрона, и Роберт стал знатоком и ценителем этого искусства. Сохранилась фотография 15-летнего Роберта ван Гулика, разыгрывающего представление ваянга. Летние каникулы семья проводила в горах Параянгана, где Роберт выучился ездить верхом.
Начальная школа на Яве, куда отдали Роберта, была интернациональной, где учились дети голландцев, а также смешанных голландско-индонезийских и китайских семейств. Он был способным, но больше всего любил футбол, борьбу силат, немые фильмы с Эдди Поло и детективы про Ника Картера (став взрослым, он утверждал, что там были хорошие сюжеты). Он также увлекался запуском самодельных воздушных змеев и охотой на птиц и летучих мышей с духовым ружьём (последнее запрещали родители). В китайском квартале Роберт заинтересовался иероглификой и удивлялся, что его одноклассники-китайцы стеснялись собственной культуры. Интерес к Китаю был подстёгнут романом Жюля Верна «Треволнения одного китайца». Продолжалось и увлечение ваянгом; родители считали, что это стимулирует интеллектуальное и художественное развитие Роберта, и подарили ему на десятилетие роскошно переплетённую книгу для записей, чтобы он фиксировал туда всё, что знал о кукольном театре, одновременно совершенствуя почерк и письменный голландский язык. За год он заполнил все 200 страниц заметками и цветными иллюстрациями, и в свой одиннадцатый день рождения завершил своё первое «исследование». В 1923 году Роберт закончил элементарное образование, а его отец вышел в отставку в чине генерал-майора.

### Определение призвания (1923—1935)

#### Адаптация в Голландии
После отставки Якоба Виллема ван Гулика, семья вернулась в Голландию, и поселилась в усадьбе «Северен» в Беке близ Неймегена. На вилле поддерживался аристократический образ жизни, отец держал выезд, мать развела цветники; коллекция фарфора и оружия целиком заполняла большой зал для приёмов. Роберта отдали в муниципальную гимназию Неймегена, куда он добирался из дома на велосипеде; он вспоминал, что адаптация после Индонезии была тяжёлой, поскольку борьба считалась в Голландии неприемлемой, а пуританская мораль вызывала отвращение. Единственным другом стал другой выходец с Явы — Ф. Мартейн (будущий археолог, исследователь Суматры), с которым Роберт занимался яванским языком и ставил спектакли ваянга. Родители устроили в усадьбе гимнастический зал, поскольку Роберт рано развился физически и в 15-летнем возрасте был выше шести футов роста. В гимназии раскрылись лингвистические способности ван Гулика и он убедился, что «яванская литература, не лишённая некоторого бесхитростного обаяния, не может сравниваться с великой западной литературой». Тогда же Роберт попытался заняться китайским языком по самоучителю, и параллельно санскритом, узнав, что это «основа всех языков». Отец всячески поддерживал занятия своего сына. Главным интересом Роберта сделался Китай, и он занялся разговорным языком со студентом-китайцем — практикантом аграрного института. Ван Гулик знал много иероглифов и изучил основу языка ещё до поступления в университет. Первый учитель придумал ему и китайское имя — Гао Лопэй — транскрипцию голландского имени Роберт ван Гулик. Из-за того, что ради китайских занятий Роберт пренебрегал другими предметами, он остался в четвёртом классе гимназии на второй год. На каникулах отец отправил его на ферму, чтобы «он хлебнул жизни» и понял, каким трудом зарабатываются деньги.

#### Профессор Уленбек и лингвистика

Профессор Кристиан Уленбек

Санскритские занятия Роберта обратили на себя внимание отставного профессора Кристиана Уленбека, который обосновался на пенсии в Неймегене. Уленбек предложил ван Гулику углублённые занятия лингвистикой раз в неделю, поскольку ему не хватало общения с учениками. Для бездетной четы Уленбеков Роберт стал почти что приёмным сыном. Хотя сам профессор не знал дальневосточных языков, он мог советовать лучшую профессиональную литературу и словари и обучал Роберта теоретическому и общему языкознанию, санскриту, греческому, латинскому и русскому языкам. В 1928 году в Гааге проходил Первый Международный лингвистический конгресс, на котором Уленбек был избран председателем, и задействовал Роберта как секретаря. Ван Гулик также сделался любимцем директора гимназии — доктора Шварца — и был принят у него в доме, тогда же он пристрастился к игре на бильярде, который стал его серьёзнейшим увлечением до конца жизни.
Дома у Уленбека хранилась картотека языка пейганов («черноногих»), составленная во время экспедиции 1910—1911 годов. Из благодарности к учителю, Роберт предложил свои услуги в разборе и обработке этих материалов. Профессор, считая это полезным для развития лингвиста, согласился. Первая, черновая рукопись словаря языка черноногих в переводе на английский язык («An English-Blackfoot vocabulary based on material from the Southern Piegans»), была подготовлена за шесть недель, и принята к печати Королевской академии наук Нидерландов в 1930 году. Уленбек поставил ван Гулика соавтором, хотя тот рассчитывал быть упомянутым в предисловии. Блэкфуто-английская часть словаря вышла в 1934 году. Отец с учителем рассчитывали, что Роберт окончит Лейденский университет и начнёт академическую карьеру. Однако незадолго до выпускных экзаменов в 1930 году, ван Гулик-младший увидел рекламу правительства Нидерландской Ост-Индии: Бюро по делам Дальнего Востока в Батавии вело набор чиновников и предлагало оплатить три года занятий китайским и японскими языками в Лейдене и год в Китае. Роберт решил, что это полностью отвечает всем его интересам: он хотел не только знать восточные языки, но и постоянно жить на Востоке, а также быть финансово независимым. Уленбек поддержал его и пригласил заниматься с ним на каникулах, что и продолжалось до 1935 года.

#### Университет

Роберт ван Гулик и Нелли Ремушам

Ост-Индская стипендия на факультете искусств Лейденского университета составляла 80 гульденов в месяц, из которых Роберт откладывал 30; остальной суммы хватало на скромную квартиру, питание и карманные расходы. Отец предложил дополнительную финансовую поддержку, но сын отказался. Ван Гулик сторонился обычной студенческой жизни, не входил в братства. В автобиографии он писал, что в теории он мечтал о богемной жизни, но это, скорее, была компенсация за шесть предыдущих лет, наполненных огромными интеллектуальными усилиями. Прожив месяц в съёмной комнате, 20-летний Роберт вступил в связь с 40-летней вдовой археолога Нелли Ремушам, у которой был семилетний сын. Она работала в университетской библиотеке, постоянным посетителем которой был ван Гулик. Нелли была высокообразованной женщиной, знатоком голландской, немецкой и французской литературы, пианисткой-любительницей, и «ни в коем случае не синим чулком». Как вспоминал Роберт: «я выглядел на десять лет старше своего возраста, а она — на десять лет моложе, и мы были вполне гармоничной парой». Ван Гулик переехал в дом Ремушам, поскольку доходы обоих были очень невелики, вдобавок, от её покойного мужа осталась богатейшая библиотека. В этом доме Роберт жил до самого отъезда в Японию пять лет спустя. Нелли Ремушам располагала обширными знакомствами в артистических и литературных кругах Гааги и Амстердама, что позволило Роберту публиковать статьи о восточном искусстве и литературе; они помогали ему в учебных занятиях и позволяли подрабатывать гонорарами. Доходов хватало, чтобы съездить с Нелли в Париж и Брюссель; полученных впечатлений от общения с артистической средой хватило на всю оставшуюся жизнь. Наконец, издательство «Elsevier» взяло Роберта редактором с жалованьем 75 гульденов в месяц, что было хорошим подспорьем к бюджету. Именно Нелли пристрастила Роберта к каллиграфии; вдобавок, она хорошо готовила и разбиралась в винах, просвещая ван Гулика и в этом отношении.
Если в личной жизни ван Гулик считал себя устроенным, то он был недоволен уровнем преподавания в университете. Главным специалистом по Китаю в Лейдене был известный историк и философ Ян Дайвендак, который в глазах Роберта проигрывал Уленбеку как лингвист. Тем не менее, под его руководством ван Гулик получил степень бакалавра восточной филологии за два года, а 19 февраля 1932 года он получил степень бакалавра юриспруденции и политологии, представив исследование о правовом статусе китайцев Голландской Ост-Индии. Его руководителем был Корнелис ван Волленховен, крупный специалист по индонезийскому традиционному праву — адату. Главным наставником по японскому языку был профессор-буддолог Йоханнес Радер, знаток тантрики, который дополнительно преподавал тибетский язык. Дневник ван Гулика свидетельствует, что Радер увлекательно читал лекции по новой и новейшей истории Дальнего Востока и обстоятельно разъяснял политику великих держав.

#### Диссертация и дипломатическая служба
Досрочно закончив университет, Роберт узнал, что правительство Голландской Ост-Индии из-за экономии средств расторгло контракт и перестало выплачивать стипендию. Его приняли на работу в Лейденский музей этнологии, где он начал разбор коллекции кукол ваянга в отделе Юго-Восточной Азии, и продолжал изучать санскрит у Уленбека, и русский язык у жены Радера. Летом 1932 года, гостя на каникулах в Неймегене, ван Гулик перевёл на голландский язык с санскрита пьесу Калидасы «Урваши» и даже нашёл издателя. Этой публикацией он очень гордился, и считал её первой, выполненной самостоятельно; он даже иллюстрировал её виньетками собственной работы. Перевод был грамматически корректным, но по стилю больше напоминал традиционные переводы античной поэзии. Однако склонность ван Гулика разбрасываться и его самоуверенность привела к окончательной ссоре с Дайвендаком, и он принял решение поступать в магистратуру в Утрехте. Продолжая жить у вдовы Ремушам в Лейдене, он ездил в Утрехт к профессору китайского языка Т. Фергюсону и санскрита Дж. Гонде. 21 апреля 1934 года ван Гулик получил степень магистра восточных языков за исследование о китайском художнике Ми Фу и его трактате о тушечницах. О теме докторской диссертации Роберт советовался с Уленбеком и избрал лошадиное божество буддизма Хаягрива, что сочетало его любовь к лошадям, унаследованную от отца, а также интерес к тибетской тематике. Согласно собственным воспоминаниям, ван Гулик форсировал работу над диссертацией, поскольку Министерство иностранных дел, нуждаясь в специалисте по Китаю и Японии, было готово взять его в штат без выслуги ценза и сдачи экзаменов. Представление в Гааге удалось пройти благодаря знакомствам Нелли Ремушам, которая стремилась, чтобы ван Гулик попал на дипломатическую службу. 7 марта 1935 года он был удостоен степени доктора философии «cum laude» по результатам защиты диссертации «Hayagriva, the Mantrayanic Aspect of Horse-Cult in China and Japan, with the Introduction on Horse-Cult in India and Tibet», опубликованной в том же году издательством «Брилл». На защите были родители и Нелли Ремушам (на правах «квартирной хозяйки»), но профессор Уленбек болел и не приехал. 27 марта ван Гулик был приведён к присяге и получил должность помощника драгомана Министерства иностранных дел, и даже был представлен китайскому посланнику. Совершив вместе с Нелли прощальную поездку в Париж, 3 мая 1935 года Роберт ван Гулик покинул Нидерланды, направляясь к месту службы в Токио. Он рассчитывал взять Н. Ремушам и её сына с собой, но она настояла на расставании, ибо в дальнейшем разница в возрасте грозила помешать его жизни и карьере.

### Первая миссия в Японии (1935—1942)

#### Адаптация в Токио

Роберт ван Гулик и Окая Кацуё

В Японию Роберт ван Гулик выехал кратчайшим путём по Транссибирской дороге, путь до Харбина занял девять дней. В центре Маньчжурии молодой переводчик задержался на неделю (под предлогом помощи голландскому консулу де Фрис ван дер Хувену), чтобы познакомиться с Китаем. Оказалось, что Роберт недостаточно владеет китайским, японским и русским языками, чтобы общаться с местными жителями. Полномочный министр Йоханнес Корнелис Пабст встретил ван Гулика сурово, и сообщил ему, что тот ничего не смыслит ни в политике, ни в экономике Японии, посадив молодого человека проверять счета миссии (ошибки должны были вычитаться из жалованья). Работу переводчика ван Гулик считал увлекательной, тем более, что в Японии назревал военный переворот. Было очевидно, что стремящиеся к власти милитаристы готовы были включить в число своих владений и Индонезию.
В Токио ван Гулик быстро освоился, и в совершенстве овладел японским языком, обнаружив, что «нужно всего лишь соединить университетскую теорию с практикой». Свободное время (присутствие закрывалось после обеда) заполнялось игрой в бильярд и посещением ночных заведений, а также кинотеатров; все свои занятия переводчик педантично заносил в дневник. В основном Роберт занимался языками: брал уроки разговорного и публицистического письменного японского языка, углублённо занимался литературным китайским языком и каллиграфией, и увлёкся библиофилией, став завсегдатаем букинистов. Пристрастился он и к кулинарии и с тех пор всегда предпочитал китайскую кухню. В то же время, он избегал «врастания» в европейскую колонию, а начальство не допускало его до светских мероприятий. По заданию министра Пабста он составлял ежедневные дайджесты свежей японской прессы. Именно в этот период знакомые ван Гулика впервые отметили глубину его погружения в культуру и мышления Востока, а знакомые японцы даже считали его «китайцем по культуре». 29 сентября 1935 года он переехал в собственную квартиру и завёл японскую любовницу, которая именуется в дневнике Фумико. Через три месяца её сменила Сидзуко из ночного клуба. В отношениях с японскими женщинами Роберт был прагматичен: учился у них японскому языку и обычаям, тогда как его подруги занимались английским и стремились приобщиться к западному образу жизни. Далее у ван Гулика появилась постоянная сожительница Окая Кацуё (网谷桑代), с которой он прожил семь лет до самого отъезда из Японии. Это была 20-летняя деревенская девушка, получившая только начальное образование, которая не интересовалась западной культурой, любила японское кино на традиционные сюжеты и японский театр, была воспитана в почтении к китайской мудрости, как было принято в старой Японии. Ван Гулик вспоминал, что Ка-тян (как он называл её в быту) воплощала все лучшие черты японской женщины.

Она предложила мне… одеться по-японски. Я возразил, что не желаю выставить себя посмешищем, поскольку часто замечал презрительное веселье, с которым японцы смотрят на туристов и других иностранцев, надевающих кимоно. Но она купила мне полный наряд и терпеливо обучала замысловатым нормам поведения: как ходить, как сидеть, какие позы принимать и какие жесты применять, и т. д. Наконец, я обнаружил, что японцы не обращали на меня ни малейшего внимания, когда я ходил по городу в японской одежде.
Ван Гулик писал в автобиографии, что когда в новогодние праздники 1935—1936 годов путешествовал с Окая Кацуё на курорт Одавара, он перестал воспринимать Японию и Китай как предмет изучения и почувствовал, что «вжился в страну». Объективно это выразилось в том, что он перестал мысленно переводить китайские и японские тексты, и стал воспринимать их непосредственно. Впрочем, преувеличивать степень его «ориентализации» не следует: он продолжал писать голландские стихи, которые никогда не публиковал. По замечанию биографа К. Баркмана, переписка, автобиография и дневник ван Гулика почти не содержат сведений о текущей политической ситуации или посольских делах. Главным внутренним содержанием его жизни были искусство и гуманитарные науки. Из-за этого ухудшались отношения между министром Пабстом и ван Гуликом. Пабст считал Роберта «бесполезным учёным», ленивым эгоистом, которому не было дела до государственной службы.
В 1936 году ван Гулик принял решение углубить китайские штудии и был представлен китайскому послу Сюй Шиину. Тот понял его просьбу и назначил двух сотрудников посольства для занятий — знатока литературы и каллиграфии Сунь Ти (третьего секретаря посольства) и историка Ван Пэншэна. Кроме того, ван Гулик посвящал по три часа в неделю занятиям монгольским языком; далее в дневнике регулярно упоминался учитель корейского языка по фамилии Ким. Не пренебрегал он и связями в среде европейских востоковедов. Вскоре после прибытия в Токио он презентовал свою диссертацию во Франко-японское общество и в Deutscher Verein, посещал лекции в Ostasiatishche Gesellschaft. В день государственного переворота 26 февраля 1936 года он сам читал лекцию о толковании мандалы, но записи в его дневнике лапидарны. В это же время Роберт ван Гулик познакомился с Рихардом Зорге, с которым регулярно общался, обедал или ужинал. Зорге по совместительству был корреспондентом голландской газеты «Algemeen Handelsblad», но о его службе в Коминтерне никому не было известно. Среди европейцев ближайшим другом Роберта был английский японист Фрэнк Хоули. 5 сентября 1936 года ван Гулик выехал в командировку в Пекин, куда прибыл 10-го числа и пробыл в городе двадцать дней. В дневнике упоминается визит на Люличан и в резиденцию Панчен-ламы, а также покупка китайской лютни и уроки у китайского специалиста Е Шимэна. Вторично он посетил Пекин в апреле 1937 года, но подробности этого визита неизвестны.

#### Японо-китайская война

Роберт ван Гулик играет на цине в своём токийском кабинете. Фото 1936 года

Начавшаяся летом 1937 года японо-китайская война и постоянно ухудшающаяся политическая обстановка не изменили образа жизни ван Гулика. До обеда он работал с посольскими делами, после обеда ежедневно ходил в Императорскую библиотеку, и регулярно работал с учителями каллиграфии и музыки, или встречался со своими деловыми знакомыми. Физическая активность ограничивалась плаванием или греблей в тёплое время года и катанием на коньках зимой. Антикварные интересы подогревались тем, что напротив посольства располагалась казарма японских частей, переброшенных из Китая, у солдат которых можно было достать редкие вещи. Однажды ван Гулик добыл редкостную китайскую кулинарную книгу, которую передал своему знакомому шеф-повару — китайцу. Он увлекался реконструкцией исторических обедов, например, у Хубилай-хана или сёгунской Японии времён прихода голландцев. Ван Гулик почти не употреблял алкоголя, но был страстным курильщиком с семилетнего возраста. В Японии определилось его кредо как учёного: ван Гулик был равнодушен к магистральным направлениям синологии, в том числе философии, предпочитая малоизвестные аспекты материальной и духовной культуры. В 1938 году он закончил рукопись книги о китайской лютне и обратился в католический Университет Софии за рецензией. Благодаря знакомству с профессором отцом Роггендорфом, ван Гулик включился в создание журнала Monumenta Nipponica. Он взялся за перевод древнекитайского риторического трактата «Гуйгу-цзы»; статья об этом тексте увидела свет в голландском журнале «China», где ван Гулик публиковался уже десять лет, но рукопись перевода погибла во время войны.
В январе 1939 года у ван Гулика появилась новая японская любовница Миёко, но он не расстался и с Окая Кацуё, более того, две его метрессы стали подругами. После перенесённого весной шестинедельного заболевания, ван Гулик совершил командировку в Шанхай (29 июля — 14 августа), где активно общался с китайскими учёными и издателями; оказалось, что можно приобрести в буквальном смысле любую требуемую китайскую книгу, в том числе те, что были недоступны в Японии. Война в городе вообще не ощущалась. В том же году он подружился с Хосоно Эндаем (яп. 细野燕台) — японским синологом, поэтом, мастером чайной церемонии, одним из последних представителей традиционной учёности в китайском стиле. Хосоно был отличным знатоком артистических кругов и антиквариата. Общаясь с ним, ван Гулик осознал, что в научном отношении ему интереснее всего китаеведение, и он отказался от древнеяпонского языка и специфически японских тем, например, синто. Хосоно познакомил голландца с участниками «Общества Чёрного дракона» Тояма Мицуру и Окава Сюмэем, которые были глубокими знатоками китайской культуры.
Известия о захвате Нидерландов немцами вызвали в посольстве шок. Ван Гулик вспоминал, что всего за день до этих известий читал немецким коллегам лекцию о ваянге. После падения Голландии он отправил свою библиотеку (8000 томов), а также произведения искусства и антиквариата в Батавию, считая, что там они будут сохраннее, чем в Токио. Однако сорок ящиков имущества погибли безвозвратно. С конца мая 1940 года ван Гулик расстался с привычным образом жизни и до глубокой ночи зашифровывал и копировал получаемые документы из Батавии и Лондона. Тем не менее, он издал монографию о лютнях в творчестве поэта Цзи Кана, а декабрьский отпуск по болезни использовал для очередной поездки в Пекин и занялся творчеством буддийского монаха Дунгао, который в XVII веке эмигрировал в Японию. В марте 1941 года он получил повышение в звании (драгоман второго класса) с жалованьем 330 гульденов в месяц; это позволило покупать больше антиквариата. Летом он представил начальству аналитический обзор ультраправых организаций в Японии, сведения для которого были получены из первых рук. Тогда же до крайности обострился конфликт ван Гулика и министра Пабста, который в донесении правительству в изгнании писал, что Роберт — «пример учёного (или псевдоучёного), не склонного или даже не желающего исполнять практическую работу», хотя признавал, что в будущем из него получится блестящий востоковед. Причиной конфликта была просьба Роберта о трёхмесячном отпуске в Батавии. Как показало ближайшее будущее, отказ министра спас его от интернирования японскими захватчиками и помещения в концлагерь. После нападения на Перл-Харбор 8 декабря 1941 года в посольстве стали жечь архив и готовиться к худшему. Полиция явилась в посольство 10 января 1942 года, и провела обыск, а министру Пабсту была вручена нота об объявлении войны Нидерландам. До лета 1942 года, пока шли согласования, дипломаты находились под домашним арестом. Министр Пабст скончался в заключении 24 января 1942 года. Только в июле персонал посольства стал готовиться к отъезду. 30 июля ван Гулик покинул Иокогаму на пароходе «Тацута-Мару». С собой ему разрешили взять только один чемодан, в который вошли две рукописи (перевода трактата Дунгао и монографии о китайской живописи), и несколько книг, в том числе издание романа о судье Ди Жэньцзе. Благодаря дружбе со шведским послом (дипломаты нейтральной страны не подвергались ограничениям) ван Гулик сумел оформить дела Окая Кацуё, обеспечив её капиталом, чтобы она могла начать новую жизнь в родной деревне. Как вспоминал голландец, они расстались по традиционным канонам — строго формально и совершенно бесстрастно внешне.
После захода в Шанхай, где на борт взошли сотрудники пекинских консульств, «Тацута-Мару» проследовал через оккупированные японцами Сайгон и Сингапур, и доставил интернированных дипломатов в Лоренсу-Маркиш — столицу Португальской Восточной Африки.

### Африка (август 1942 — январь 1943 годов)
27 августа 1942 года эвакуированные дипломаты прибыли в Лоренсу-Маркиш. Коллег ван Гулика встречал нидерландский министр ван Леннеп, он же довёл до сведения приказ из лондонского правительства в изгнании: оставаться при штабе войск союзников до распоряжения. Роберт не захотел останавливаться в отеле, и снял комнату в пансионе, все обитатели которого говорили только на португальском языке. Далее ван Гулик поступил в распоряжение британской разведки, где должен был разработать методы выявления японских агентов и противодействия их проникновению. В сентябре ван Гулик был отправлен в Дар-эс-Салам и в Занзибар, куда прибыл 3 октября и в основном занимался хождением по библиотекам и антикварным лавкам. 19 октября его перевезли в Момбасу и далее в Найроби, где Роберт купил львиную шкуру и посетил книжный магазин. По пути в Кампалу голландец увидел гору Кения. Он живо интересовался обычаями африканцев, и писал в дневнике, что постоянно вспоминал лекции профессора Уленбека. Поскольку ситуация в Египте после наступления Роммеля была крайне неопределённой, было решено, что ван Гулик двинется на Каир по Нилу. Его включили в свиту принцессы Кериме Халим, бывшей жены египетского принца Юсуфа Камаля (чью книгу об арабской картографии Египта ван Гулик читал в Мозамбике). В дневнике Роберт писал, что принцесса и её свита говорят только по-турецки и презирают египтян. С 14 по 21 ноября ван Гулик провёл в Хартуме, откуда поездом добрался до Вади-Хальфы, а оттуда вновь двинулся по Нилу на север. 30 ноября он был в Каире, где принялся хлопотать о своём переводе в Чунцин — военную столицу Китая. Полтора месяца в Каире, судя по его дневнику, были до предела заполнены посещениями музеев и частных коллекций; на автомобиле он посетил Александрию и Суэц. 14 января 1943 года ван Гулик вылетел из Египта в Нью-Дели.
В Индии ван Гулик должен был консультировать военные власти о методах ведения психологической войны против японцев. Перелёт занял 12 дней (через Мёртвое море, Багдад и Карачи), но вместе с голландцем оказался Джозеф Нидэм, направленный в Китай, о скуке не могло быть и речи. На месте выяснилось, что ван Гулика назначили первым секретарём посольства Нидерландов в Китае с приказом прибыть как можно скорее. Проведя несколько недель в Дели и Калькутте и познакомившись с генералом Уэйвеллом, 15 марта 1943 года Роберт ван Гулик вылетел в Чунцин.

### Китай (1943—1946)

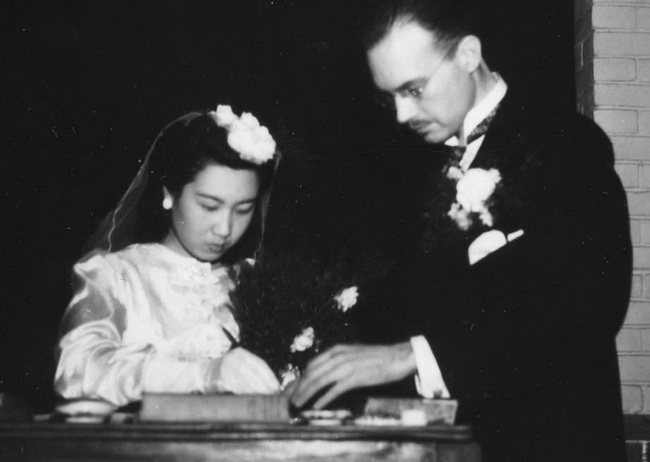
Свадебная фотография

Голландское посольство в Чунцине располагалось в Наньшане, на южном берегу Янцзы, и занимало часть «Дома победы», в котором первый секретарь прожил около года. Он продолжал сотрудничать со спецслужбами США и Великобритании, но его главные интересы, как обычно, касались гуманитарной сферы. Роберт ван Гулик очень высоко оценивал научную и культурную среду, сложившуюся во временной столице Китая. Бывший посол в Токио Сюй Шиин возглавлял службу внешней разведки и благоволил молодому дипломату. Ван Гулик вступил в «Ассоциацию лютни небесного ветра» (天风琴社), в состав которой входили такие высокопоставленные персоны, как Юй Южэнь и Фэн Юйсян. Роберт продолжил знакомство с Дж. Нидэмом и получил возможность пообщаться с историком Го Можо и художником Сюй Бэйхуном. Голландский посол Ловинк прибыл в Чунцин 23 апреля 1943 года и убедился, что ван Гулик очень полезен для миссии, главной задачей которой было добиться освобождения Нидерландской Ост-Индии военными силами союзников. Роберт был известен в среде китайских учёных-чиновников и, несмотря на молодость, пользовался большим авторитетом. Так, в майском дневнике 1943 года отмечено общение с Ма Хэном — выдающимся каллиграфом, директором музеев императорского дворца в Пекине. Мастерство ван Гулика — исполнителя на цине — пользовалось спросом, и он даже дал несколько благотворительных концертов.

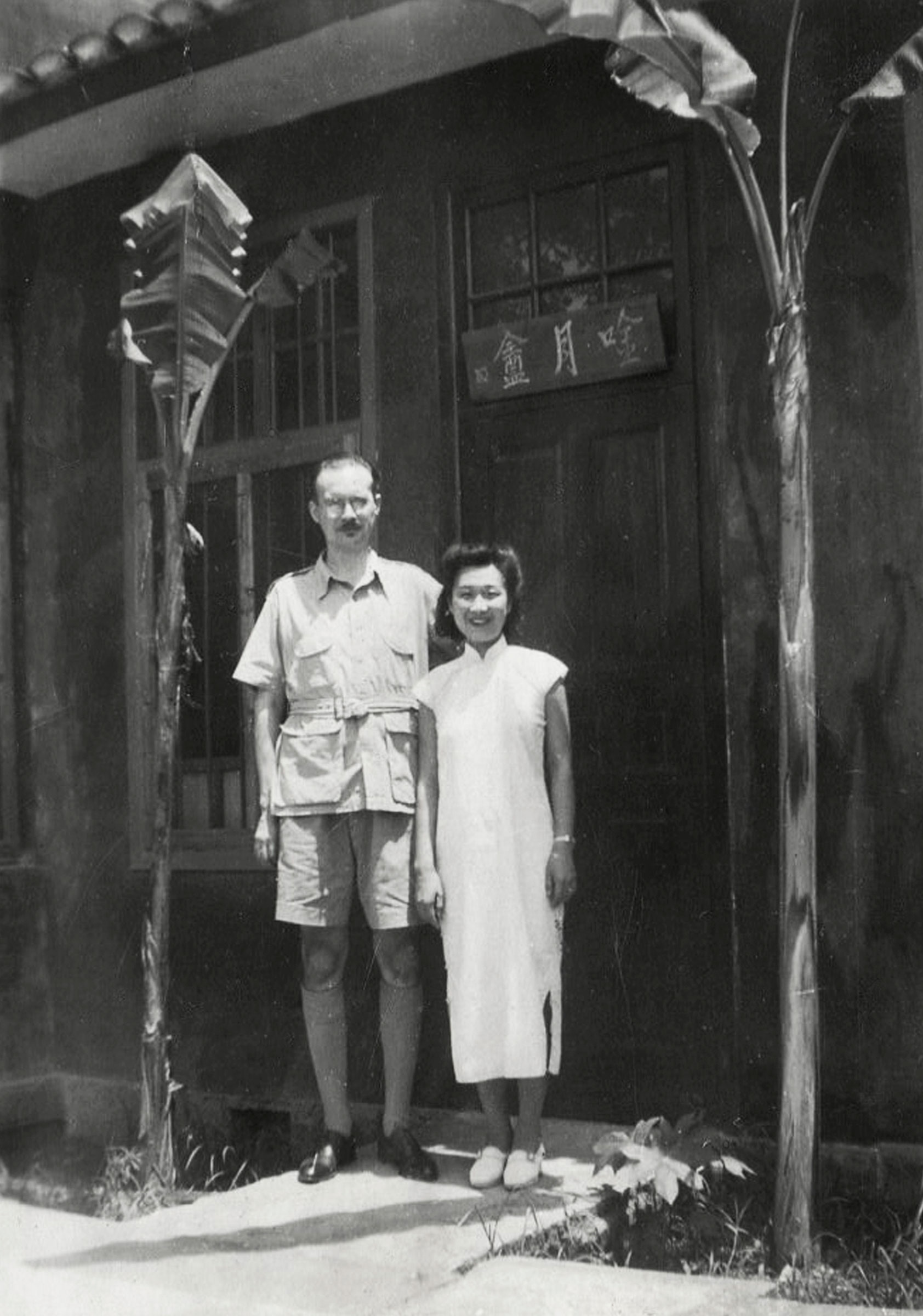
Роберт ван Гулик и Шуй Шифан у своего дома в Чунцине в 1946 году. Надпись у входа — «Приют любования луной»

В июне 1943 года в дневнике появляется «мисс Шуй» — Шуй Шифан (水世芳, 1921—2005), 22-летняя внучка известного цинского сановника Чжан Чжидуна по материнской линии. Первоначально знакомство преследовало цели улучшения разговорных навыков, но постепенно они стали встречаться ежедневно, посещали художественные выставки, театры, киносеансы, обедали вместе. Шуй Шифан получила классическое воспитание и владела изысканным придворным диалектом. 11 ноября было объявлено о помолвке. В автобиографии ван Гулик утверждал, что в свои тридцать три года считал, что пора обзаводиться семьёй и остепеняться, а наилучший шанс обрести семейное счастье — брак с восточной женщиной. Свидетелем на свадьбе был министр иностранных дел Китайской республики Ван Шицзе, а бывший поверенный в делах в Токио Ван Пэншэн переслал из оккупированного Пекина согласие родителей невесты, — возражал её дядя-банкир, считавший замужество Шифан за голландцем мезальянсом. Незадолго до женитьбы Роберт купил собственный дом в Чунцине и обставил его сообразно своим вкусам. Венчание состоялось 18 декабря 1943 года в церкви Сыэньтан (思恩堂), после чего молодожёны отправились на военном самолёте в Индию; свадебное путешествие было совмещено с командировкой Роберта. Несмотря на предсказания дяди Шуй, что от «заморского дьявола» не родится потомства, 30 декабря 1944 года на свет появился Виллем Роберт ван Гулик — старший из четырёх детей Роберта и Шифан. В следующем году ван Гулик опубликовал в Чунцине собрание сочинений монаха Дунгао с предисловиями Сюй Шиина и Ван Пэншэна.
В плане дипломатической работы ван Гулик убеждал голландское Министерство иностранных дел, что США не заинтересованы в передаче Индонезии Нидерландам, и голландская сторона сама должна формировать вооружённые силы для возвращения колонии. В Китае проявился его антикоммунизм, например, во время пребывания в Чунцине Чжоу Эньлая, ван Гулик никогда не пытался с ним встречаться. Это совпадало с позицией посла Ловинка, который считал, что Нидерланды принципиально не должны участвовать в конфликте Компартии и Гоминьдана.
В июле 1945 года возникла идея направить ван Гулика в Вашингтон как консультанта УСС и Госдепартамента по положению в Японии, параллельно он должен был лоббировать участие США в возвращении голландской Ост-Индии. Нидерландское правительство оплачивало дорожные расходы и платило жалованье в размере 15 долларов в день. 27 июля семейство переехало в Куньмин, где Шифан и маленький Виллем должны были ожидать мужа и отца. Известия о капитуляции Японии застали ван Гулика ещё в пути. Благодаря приобретённым в довоенной Японии знакомствам, в США он был авторитетным специалистом и входил в число лоббистов сохранения японской монархии. Ван Гулик успел даже пообщаться с американскими синологами и японистами, в том числе Артуром Гуммелем, Херли Крилом и Сергеем Елисеевым, и прошёл медосмотр в Бетесде. В Китай он вернулся 22 сентября (совершив кругосветку через Касабланку, Триполи, Дели и Калькутту), и 30 сентября семья воссоединилась в чунцинском доме. Сразу по прибытии ван Гулик был назначен в объединённую комиссию союзников по расследованиям преступлений японской военщины в Китае. Как и в Токио, он старался избегать рутинной работы, которая ему не нравилась, за что получал нагоняи от начальства.
В январе 1946 года из Гааги пришёл приказ о переводе доктора ван Гулика в Нидерланды. Он несколько раз переносил отъезд, не в силах расстаться с интеллектуальным обществом китайской столицы. Перед отъездом он устроил себе большую командировку в Нанкин и Пекин, главным образом, из-за желания Шуй Шифан повидаться с родителями и показать им внука. 13 апреля 1946 года семейство Гуликов отправилось в Сучжоу к родне по материнской линии; в Пекине они были 18 мая. Семейство пробыло в городе до 6 июля; это стало возможным благодаря наличию в нидерландском посольстве отдельной квартиры. В Пекине ван Гулик воспользовался возможностью общаться со знаменитыми исполнителями на лютне, одним из которых был даосский настоятель монастыря Байюнь по имени Ань Шилин. В Нидерланды возвращались морем, через Бомбей и Лондон.

### Нидерланды — США (1946—1948)

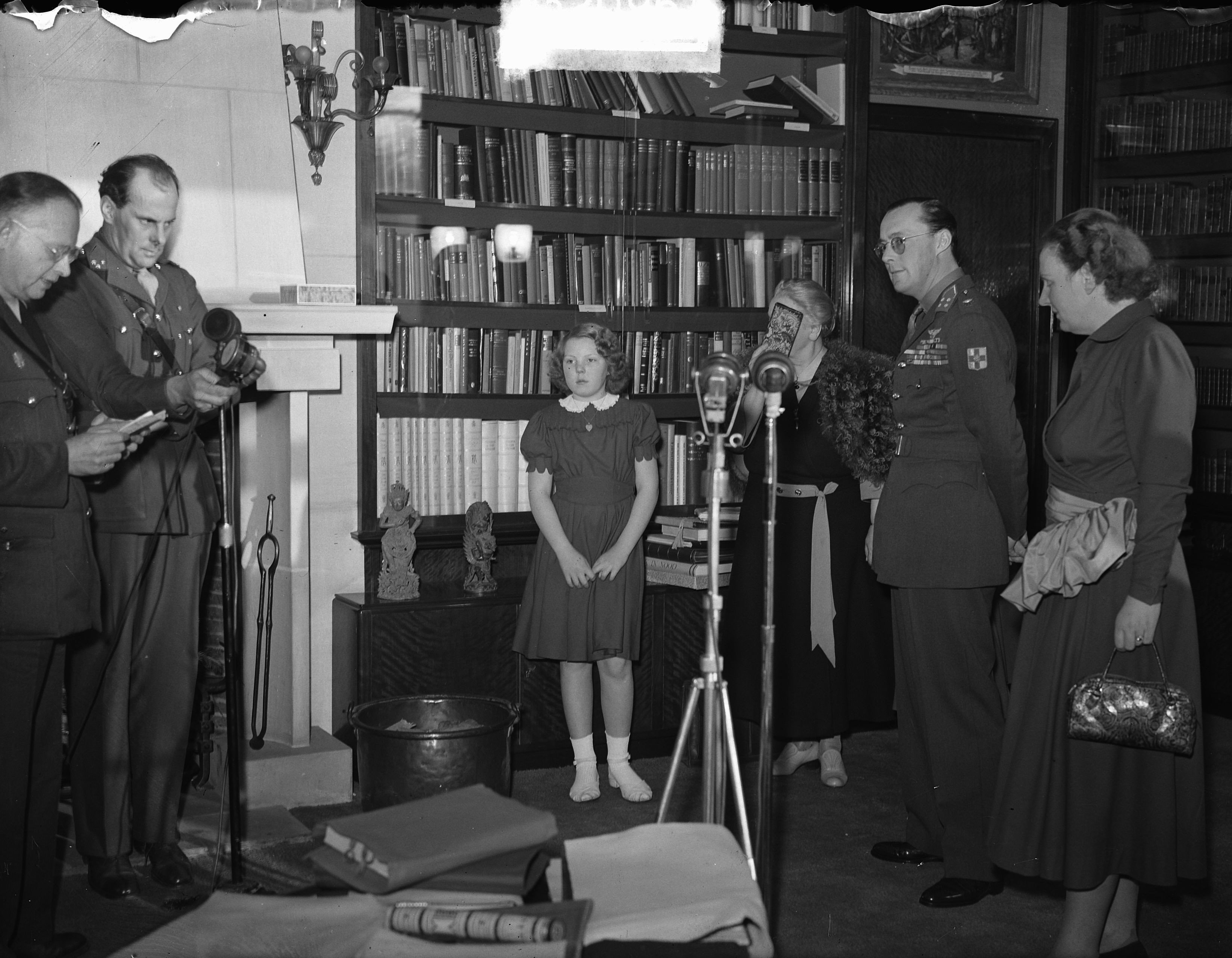
Полковник Виллем ван Гулик — старший брат Роберта — даёт вместе с женой и дочерью интервью на радио

В Нидерланды семейство ван Гуликов прибыло 13 сентября 1946 года, сразу направившись на виллу «Северен». Там жили вдовые отец, дядя Питер, и сестра покойной матери Роберта. Шифан сразу была принята родственниками мужа. В Гааге ван Гулик был назначен начальником отдела Дальнего Востока нидерландского МИДа, и снял в городе квартиру. Здесь 10 декабря родился их второй с Шифан сын — Питер Антон, о чём она известила китайских родственников телеграммой: по конфуцианским представления двое сыновей подряд сулили большое жизненное счастье. Вскоре прибыл старший брат Виллем, выживший в японском плену; его жена и дочь остались целы на оккупированной Яве. Он получил звание полковника и назначение в министерство колоний. Роберт взялся за изучение испанского языка, рассчитывая на назначение в Мексику: работа чиновника угнетала его, и он хотел оказаться в тёплом климате. Кроме того, он увлёкся древними майя и хотел проверить гипотезу о связи их цивилизации с дальневосточной. Пока шло ожидание, ван Гулик съездил в Лейден и общался с профессором Дайвендаком, восстановил он и довоенные дружеские связи.
17 мая 1947 года чета ван Гуликов покинула Нидерланды, и прибыла 26 мая в Нью-Йорк: глава семьи был включён в Дальневосточную комиссию (объединённый орган по вопросам оккупации Японии). Впрочем, статус его был неопределённым, и голландец вёл в столице США привычный образ жизни: общался с научно-артистической элитой, играл на бильярде и впервые в жизни сдал на права и купил автомобиль («Шевроле», который затем поменял на «Студебеккер»). Судя по дневнику, он регулярно бывал на заседаниях комиссии (они проходили в здании бывшего японского посольства), хотя и предпочитал неформальное общение в кулуарах, вызывая раздражение посла ван Клеффенса несоблюдением назначенных рабочих часов. Вскоре Роберт и Шифан сняли особняк близ Думбартон-Окса, где глава семьи стал заново собирать библиотеку; аренда дома обходилась в 325 долларов в месяц при зарплате ван Гулика в 800, поэтому семья переехала к Библиотеке Конгресса в дом за 120 долларов в месяц. Роберт взялся за перевод глав о судье Ди из романа XVIII века, который вывез из Токио ещё в 1942 году. Для сравнения он покупал множество «лоточных детективов» и находил китайский намного лучше. Отпуск провели в Тампе, где ван Гулик мог вволю плавать и кататься под парусом. Несмотря на все удобства, Роберт находил Штаты «смертельно однообразными». Работа была настолько успешной, что с 1 января 1948 года ван Гулик был повышен в ранге до советника, третьего по старшинству звания на дипломатической службе. Далее его назначили советником нидерландской военной миссии в Токио, что вызвало панику Шуй Шифан, которая хорошо помнила японских оккупантов. Из-за забастовки транспортников в Сан-Франциско вылететь в Токио удалось только 14 ноября. Почти месяц ожидания ван Гулик провёл, в основном, в Чайнатауне и Калифорнийском университете в Беркли.

### Второе пребывание в Японии (1948—1951)

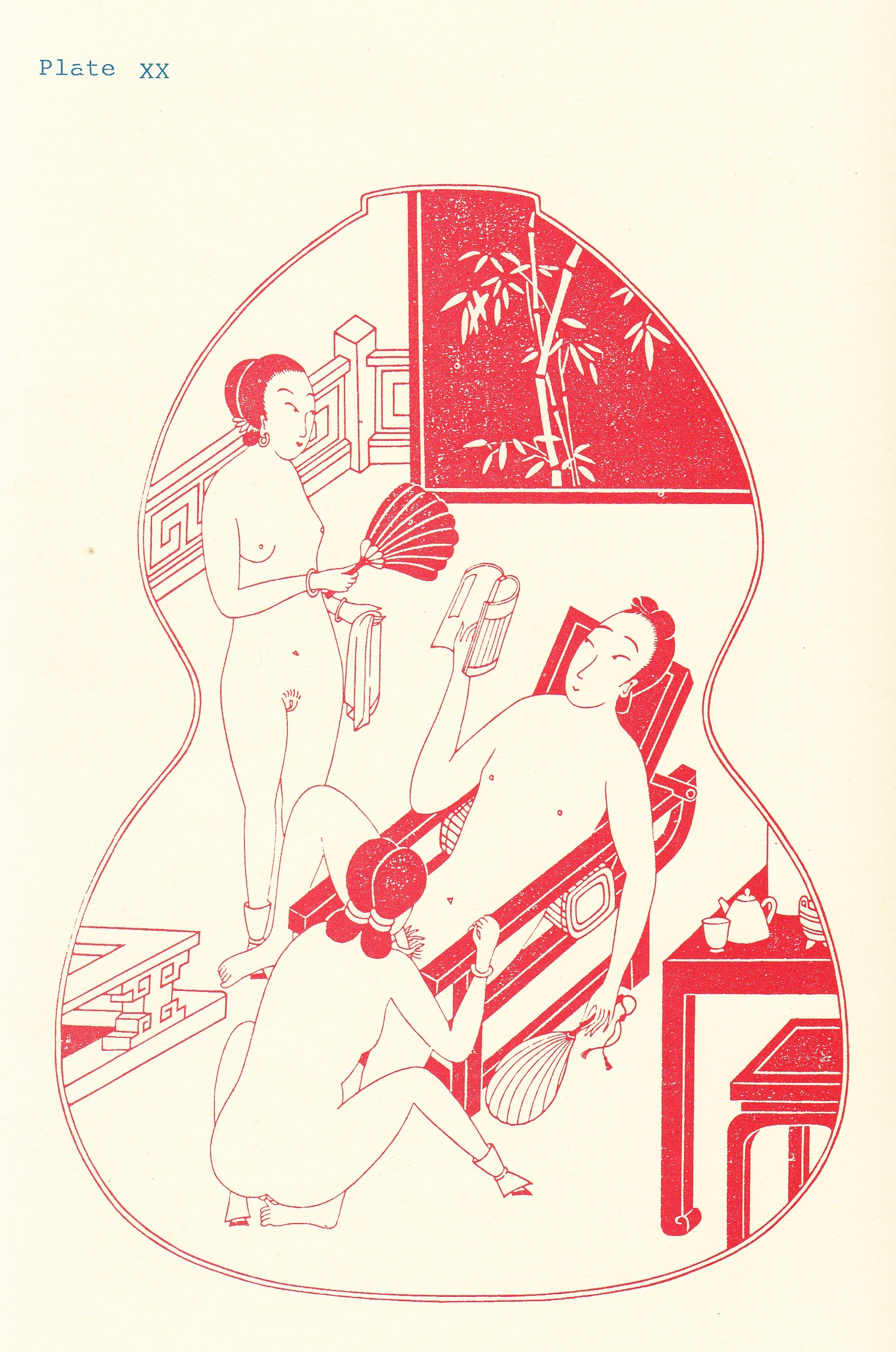
Двадцатая гравюра из издания ван Гулика Erotic colour prints of the Ming period (Токио, 1951)

Советник ван Гулик прибыл в аэропорт Ханэда 18 ноября 1948 года, встречал его поверенный в делах Леуэ ван Адуард. Семейство Роберта (Шифан с детьми приехала ровно через месяц) разместили в квартале Мэгуро, в особняке, реквизированном у генерала — военного преступника. В Токио жил Фрэнк Хоули, работавший корреспондентом лондонской «Таймс», а глава китайской военной миссии был давним другом отца Шуй Шифан, и у неё сразу возник большой круг китайских подруг. Во время войны выжил и Хосоно Эндаи, который стал главным консультантом ван Гулика по антиквариату. В автобиографии Роберт вспоминал, что антиквариат в тогдашнем Токио был «смехотворно дёшев», поскольку в послевоенной разрухе японцы распродавали свои коллекции и библиотеки, а традиционная культура не ценилась. Новые находки в области изобразительного искусства позволили расширить книгу о китайской живописи, начатую ещё в Чунцине. Тогда же произошло превращение дипломата и учёного в писателя: ван Гулик, глубокий ценитель и почитатель традиционной культуры Китая и Японии, был раздражён засильем третьесортной криминальной беллетристики на книжном рынке Токио, и захотел продемонстрировать людям Востока, «как много отличного материала было в старой литературе на судебные сюжеты». Перевод романа «Ди Гун Ань» на английский язык вышел в 1949 году за счёт автора, издание не только окупилось, но даже принесло прибыль. Роберт, однако, счёл эксперимент неудачным (знакомые писатели хвалили переводчика, но не заинтересовались почином), и потому написал свой первый оригинальный роман «Смерть под колоколом». Полностью отдаться писанию удалось в военном госпитале Токио, где ван Гулику была сделана холецистэктомия, и было много свободного времени. Как вспоминал сам автор, сцены пыток в романе были навеяны болезненными ощущениями после операции. Лондонское издание следующего романа — «Убийство в лабиринте» — обратило на себя внимание Агаты Кристи, которая «благословила» голландского дипломата на писательскую деятельность.
Обращение ван Гулика к китайскому эротическому искусству оказалось случайным. Японский издатель второго романа «Убийство в лабиринте» настоял, чтобы на обложке было помещено изображение обнажённой женщины (в условиях ослабления цензуры это повышало продажи). Когда ван Гулик возразил ему, что у китайцев не было эротического искусства, тот посоветовал обратиться к специалистам. Роберт написал нескольким десяткам знакомых антикваров и книжников, и получил два ответа: шанхайский корреспондент сообщал, что в его городе живёт коллекционер, владеющий эротическими альбомами, а антиквар из Киото сообщил, что располагает ксилографическими клише одного такого альбома. Открыв для себя эротическую и порнографическую живопись минского Китая, ван Гулик выполнил иллюстрации к своему роману в минском стиле. При написании двух первых романов ван Гулика консультировал профессор Ёсио Огаэри — знаток старой китайской литературы. На основе приобретённых клише ван Гулик издал альбом эротической гравюры, снабжённый обширным предисловием на китайском языке. Публикация вышла в 1951 году именным тиражом в 50 экземпляров, разосланных по крупнейшим китаеведческим центрам мира. Высокопоставленный дипломат не хотел, чтобы его имя ассоциировалось с «вуайеризмом», и не позволял репродуцировать изображения из своей коллекции. Публикации предшествовал обширный очерк сексуальной жизни в старом Китае. Открытием ван Гулика стало то, что власти эпохи Цин боролись с порнографией в русле проповеди конфуцианского целомудрия, но довольно много образцов эротической литературы и искусства старого Китая можно найти в Японии.

Роберт ван Гулик с женой Шуй Шифан в одеяниях героев китайской оперы

Примерно в то же время ван Гулик увлёкся молодой японской писательницей Икэда Эцуко (照山越子), несмотря на то, что у Роберта и Шифан было уже трое детей. С Икэда Эцуко они общались более двух лет, в том числе по литературным делам. В дневнике 3 июня 1949 года отмечена случайная встреча с Окая Кацуё, которую ван Гулик подвёз в своей машине до станции Такасаки (он направлялся к семье на дачу в Каруидзаву). Впоследствии Роберт ещё два раза встречался с ней, передавая довольно значительные денежные суммы — в общей сложности 15 000 йен. Брак Роберта ван Гулика и Шуй Шифан был основан на старых китайских принципах: жена вела дом, и «никогда не спрашивала меня, куда я иду, и что я делал, когда возвращаюсь». Между собой они общались по-китайски, но в присутствии детей попеременно говорили на голландском и английском языках. Согласно воспоминаниям Шуй Шифан, ван Гулик был деспотичен, мало занимался детьми и общался с ней, его занятия эротическим искусством и детективами жена не одобряла. 28 февраля 1951 года родилась их дочь Полина Фрэнсис.
Как обычно для него, ван Гулик почти игнорировал (иногда демонстративно) рутину дипломатической деятельности, однако Министерство иностранных дел «терпело» его именно за его авторитетность в научной деятельности, которая позволяла легко завязывать отношения, недоступные для остальных сотрудников посольства. В 1949 году он специально ездил в Нагасаки, где способствовал сохранению голландской фактории и созданию там музейного и культурно-просветительского центра. Американская военная миссия привлекла ван Гулика к составлению новой кодовой книги на основе языка черноногих, используя военный опыт «говорящих с ветром». Для американской оккупационной администрации ван Гулик поставлял важные сведения по реакции разных социальных слоёв Японии на политику реформ. Кроме того, его привлекли для неформальных консультаций с окружением Ли Сынмана по вопросу улучшения японо-корейских отношений, но безуспешно. 28 августа 1949 года он консультировал Госдепартамент во вопросу победы коммунистов в материковом Китае; его материалы вошли в Белую книгу по данному вопросу. Они демонстрируют крайнюю консервативность мышления ван Гулика: он утверждал, что если бы не вмешательство США и не стремление заставить Чан Кайши действовать в соответствии с международным правом, коммунисты не «получили бы лицо» в глазах китайского народа, не сумев победить в гражданской войне. Однако он совершенно верно указывал, что между Компартией и Гоминьданом нет непреодолимых идеологических разногласий, поскольку главы обеих партий — крайние националисты. По мнению К. Баркмана (профессионального дипломата, который сам работал с ван Гуликом), это демонстрирует, что для аналитико-дипломатической работы Роберт был приспособлен мало. В декабре 1951 года он был отозван и переведён советником по культуре в нидерландское посольство в Индию. 12 декабря семья ван Гуликов прибыла в Гонконг, в котором прожила три недели. Роберт познакомился и активно общался с одним из основателей Компартии Китая — Чжан Готао. Ван Гулик был впечатлён, когда обнаружил в Гонконге храм знаменитого судьи Бао Чжэна, один из алтарей в котором был посвящён судье Ди. Дальнейший путь пролегал через Сингапур, Пенанг и Рангун.

### Индия (1952—1953)
Пробыв десять дней в Калькутте, 17 февраля 1952 года семейство ван Гуликов прибыло в Дели. Роберт немедленно взялся за хинди, но в целом, индийская столица его разочаровала: все лучшие индийские учёные и художники жили в Бомбее, Мадрасе и Калькутте. Тут же возник конфликт и с руководством: посол Винкельман происходил из старой католической семьи купцов и не интересовался ничем, кроме бизнеса. Он долгие годы занимался экспортом табака и до назначения был почётным консулом, «обожал всё индийское, но при этом начисто был лишён культуры», и писал свои отчёты на смеси английского и нидерландского языков. В сентябре ван Гулик организовал себе командировку в Гаагу, в буквальном смысле сбежав от начальства. Это был полноценный отпуск: Роберт квартировал в «Северине» и играл в бильярд с отцом и братьями, а в Гааге (судя по дневнику) вёл активную ночную жизнь. 21 октября он вернулся в Дели, где вновь игнорировал свои обязанности по службе и много времени проводил с семьёй. 5 декабря 1952 года у Роберта и Шифан родился четвёртый ребёнок — сын Томас Матис. Вместе с профессором Чжан Личжаем они стали переводить «Убийство в лабиринте» на китайский язык, а вскоре ван Гулик увлёкся тайнописью «сиддхам» и нанял себе двух индийских консультантов — профессора Рагху Вира и доктора
Локеша Чандра. Больше всего он общался с сэром Хилари Уоддингтоном, который возглавлял Индийскую археологическую службу ещё с колониальных времён.
В феврале 1953 года был назначен новый посол Нидерландов в Индии — барон Флорис ван Палландт, карьерный дипломат, эстет и знаток французской культуры и искусства, с которым у ван Гулика было много общего. Тем не менее, под предлогом нездоровья Роберт весь июнь 1953 года провёл в Нидерландах, тогда как Шифан с детьми остались в Массури, где старших сыновей отдали в школу-интернат Св. Сердца. Поскольку ван Гулику диагностировали катаракту, в министерстве его назначили начальником отдела Африки и Ближнего Востока, и перевели в Гаагу. 9 сентября 1953 года семья вылетела в Нидерланды через Бомбей и Геную.

### Министерская служба (1953—1956)
В Гааге в отделе ван Гулика были хорошие специалисты, взявшие на себя рутинные дела, в то время как начальник мог заняться арабским языком и литературой под руководством своего подчинённого доктора Графа. В течение года ван Гулику сделали операции по удалению катаракты из обоих глаз, которые прошли успешно. Дневник свидетельствует, что семья вела привычный образ жизни: второй сын получил в подарок домашнюю обезьяну, а Шуй Шифан не могла найти компетентных слуг — приходилось снимать большой дом, чтобы вместить хозяйскую библиотеку и музей. Дети начали ходить в голландскую школу, постепенно привыкая к языку и учебной программе, между собой Роберт и Шифан общались по-китайски. Вместе супруги готовили выставку китайского искусства в Лейдене, основанную на материалах коллекции ван Гулика. 12 октября 1953 года скоропостижно скончался отец Роберта ван Гулика.
В поисках сюжетов для новых детективов о судье Ди, Роберт заинтересовался пособием XIII века для судейских чиновников «Тан инь би ши» по практической юриспруденции и раскрытию преступлений. Библиотека к тому времени ещё не была разобрана, а перевод текста памятника не требовал дополнительных источников, ван Гулик выпустил его в 1956 году. В Англии судьёй Ди заинтересовалось издательство «Michael Joseph Ltd.», которое стало постоянно печатать новые выпуски детективов голландского дипломата. Начало 1954 года ознаменовалось для ван Гулика длительным пребыванием в больнице, где ему оперировали язву двенадцатипёрстной кишки. После выздоровления ван Гулик согласился прочитать несколько курсов в Лейденском университете по контракту почётного профессора, а также выступал во Всемирной службе радио. В 1955 году его командировали в нидерландское посольство в Рим, причём главной целью была выставка китайской живописи и чтение лекций в университете по приглашению Джузеппе Туччи, с которым ван Гулик контактировал ещё в Дели.
На время службы ван Гулика в отделе Ближнего Востока пришлось множество событий: переворот в Иране, Алжирская война и Суэцкий кризис, которые оставили его совершенно равнодушным. Его главной функцией было оперативное информирование и консультирование правительства, а поскольку отдел отлично функционировал, Роберт занимался своими любимыми делами. Впрочем, после 1954 года он стал ближе общаться с женой и брать её на свои светские и научные мероприятия. В мае 1956 года Роберт и Шифан вместе съездили в Париж. В министерстве успехи ван Гулика считались более чем скромными, его многократно обходили в повышении по выслуге лет и по награждениям. Назначение полномочным министром в Ливан считалось понижением, и оскорбило ван Гулика. Тем не менее, он не мог отказаться и 31 мая получил аудиенцию королевы Юлианы и верительные грамоты.

### Ближний Восток (1956—1959)
12 июня 1956 года ван Гулик прибыл в Бейрут. Вместе с Робертом ехали Шифан, Полина и Томас, а старшие сыновья Виллем и Питер остались в квакерской школе-интернате в Гааге (после окончания школы Виллем поступил в бейрутский колледж). Первоначально семья обосновалась в отеле, и Роберт первым делом нанёс визит японскому посланнику. Далее миссия Нидерландов разместилась в бывшем дворце турецкого губернатора, в правом крыле которого располагалось посольство Великобритании. Ван Гулик был одновременно послом и в Сирии, что требовало частых поездок в Дамаск, особенно по делам таможенного ведомства; он сам признавался, что впервые в жизни ему пришлось нести на своих плечах всю полноту ответственности. Ван Гулик произвёл благоприятное впечатление на арабскую элиту и деловые круги, его имидж «профессора, а не дипломата» исправно служил в пользу нидерландских интересов, поэтому ему дополнительно поручались миссии в Саудовской Аравии, Ираке и Турции. Как обычно, в дневнике почти не упоминались политические события. Несмотря на Суэцкий кризис, ван Гулик регулярно ездил в отпуск, побывал в Афинах и дважды в Риме, и при помощи Дж. Туччи издал в Италии самую большую по объёму из своих монографий, посвящённых китайскому искусству. По деловым соображениям и для души ван Гулик глубоко погрузился в арабскую культуру, усердно занимался языком, посетил Баальбек, Библ и Тир, Алеппо и Пальмиру, и другие древние памятники. Посещение замков крестоносцев побудило ван Гулика глубже переосмыслить своё мировоззрение и культурную принадлежность, и он писал в автобиографии, что хотя давно привык считать себя китайцем (хотя бы отчасти) в интеллектуальном и эмоциональном отношении, но осознал, что «бо́льшая и самая важная часть меня всё ещё была полностью западной…, и также я понял, что так и должно быть».
Написание романов о судье Ди продолжалось и стало неотъемлемой частью образа жизни ван Гулика. Министерство иностранных дел перестало возражать против его занятий после того, как Госдепартамент внёс детективы о судье Ди в список литературы, обязательной для чтения дипломатическими работниками. С 14 июля по 22 августа 1957 года полномочный министр был вызван в Гаагу для консультаций и даже удостоен королевской аудиенции.
Со второй половины 1957 года прежде благополучный Ливан был накрыт волной политического кризиса, и в 1958 году разразилась полномасштабная гражданская война. В дневнике ван Гулика взрывы и стрельба отмечаются как повседневные события. Тем не менее, министр работал над статьями о китайском искусстве для «Итальянской энциклопедии» и консультировал главу миссии по делам мусульман Китая ван Кидинга, который одновременно возглавлял представительство Нидерландов на Тайване. 8 июля 1958 года пришлось эвакуировать семью в христианскую горную деревню, а сам ван Гулик переместился в отель «Сент-Джордж», где он ложился спать с оружием у изголовья. В такой обстановке были написаны два очередных романа о судье Ди («Монастырь с привидениями» и «Красный павильон»). После высадки американцев пришёл приказ Гааги эвакуировать семьи посольских работников. Хорошо зарекомендовав себя на Ближнем Востоке, ван Гулик летом 1959 года был назначен полномочным министром в Куала-Лумпур: это посольство имело ключевое значение после того, как независимая Индонезия разорвала дипломатические отношения с Нидерландами. Перевод в Малайзию, где была большая китайская община, полностью отвечал и личным интересам ван Гулика.

### Малайзия (1959—1962)

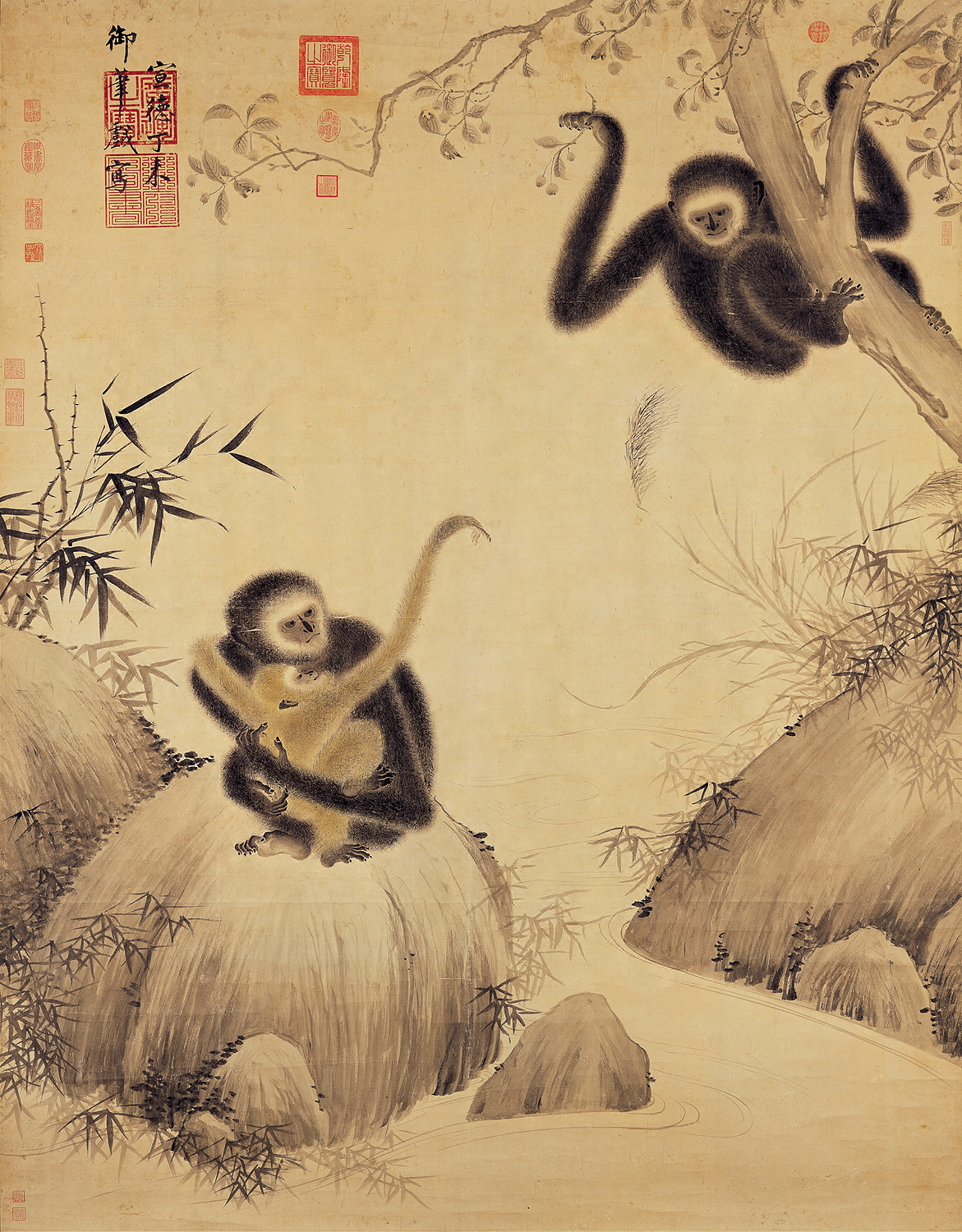
Император Сюаньдэ. Играющие гиббоны. Картина на шёлке 1427 года (по датировке ван Гулика). 162,3 × 127,7 см. Тайбэй, Музей императорского дворца

Проведя лето 1959 года в Турции и Нидерландах, 6 октября 1959 года Роберт ван Гулик прибыл в Малайзию морским путём. Вручение верительных грамот прошло 16 октября; менее чем через год, 26 июля 1960 года, ван Гулик вновь вручал грамоты полномочного посланника, ибо получил повышение. Премьер-министр Абдул Рахман стал его личным другом. По собственным воспоминаниям, порядки в Малайзии наполняли ван Гулика ностальгией по Нидерландской Ост-Индии, поскольку в правительстве ещё сохранялись традиционные ритуалы. Зная малайский язык с детства, ван Гулик быстро восстановил лингвистические навыки, чему немало способствовали друзья из китайской общины, они же пригласили его прочитать курс лекций по истории Китая в Национальном малайском университете. При этом он никогда не скрывал, что выступает с прозападных позиций и считает колониальное господство западных государств большим благом для Азии и её современного развития; процессы деколонизации он игнорировал.
В Малайзии ван Гулик увлёкся гиббонами, первое животное — Чини — было подарено пакистанским послом. Роберт считал их вполне разумными, и даже приносил своих любимцев на работу в посольство. С начала ноября 1960 по начало февраля 1961 года ван Гулик провёл в Нидерландах на больничном по поводу урологической операции. Издательство «Брилл» убедило его написать большую книгу о сексуальной жизни традиционного Китая, выросшую из предисловия к альбому эротических гравюр. Чтобы его не ассоциировали с сексуальной революцией (несмотря на личную раскрепощённость, Роберт на публике был пуританином), некоторые пассажи и переводы из китайских эротологических трудов он давал в английском тексте по латыни. После возвращения в тропический климат возникли проблемы с сердцем, прежде всего, из-за чрезмерного курения. Шифан тогда совершила самостоятельную поездку в Японию, где жила её младшая (девятая) сестра. Как обычно, ни в дневнике, ни в автобиографии он не сообщал подробностей своей дипломатической работы. Отношения Нидерландов и Индонезии в начале 1960-х годов балансировали на грани войны, особенно из-за того, что Западный Ириан продолжал находиться под голландской оккупацией. Впрочем, главные тяготы по оперативному информированию о положении в Индонезии падали тогда на генеральное консульство Нидерландов в Сингапуре, и пост ван Гулика являлся в политическом отношении синекурой. Коллеги-дипломаты редко воспринимали его всерьёз, но его сильной стороной было использование своих академических интересов для налаживания личных связей. Так, он лично был знаком со всеми высшими должностными лицами и близко сошёлся и с премьер-министром и с султаном-президентом; последнего заинтересовал ваянг, который можно было бы использовать для политической пропаганды.
После отпуска в Гааге в 1961 году, стало известно, что Роберта ожидает перевод в другое место, поэтому Шифан с детьми осталась в столице Нидерландов, навестив мужа в июле-августе 1962 года. Ван Гулик исполнял свои обязанности с марта 1962 года, именно в этот период ему подарили детёныша гиббона из Бангкока, названного Бубу; после неожиданной смерти животного сын Виллем вспоминал, что впервые в жизни видел отца плачущим. Когда 29 августа истекли полномочия Роберта ван Гулика, следующее место его назначения так и не было определено.

### Третье пребывание в Нидерландах (1962—1965)
Только через одиннадцать месяцев после возвращения в Нидерланды Роберт ван Гулик был назначен начальником исследовательского отдела МИДа. Свобода действий и высокие доходы позволили обустроить новый дом № 88 по Ten Hovestraat в Гааге, и обставить его под вкусы хозяина. На чердаке по-прежнему обитали обезьяны. На новом рабочем месте он чувствовал себя комфортно и не было конфликтов с подчинёнными, которые признавали его интеллектуальное превосходство. Ван Гулик добился перевода в свой отдел нескольких знакомых по Китаю и Бейруту. Сотрудники приглашались в дом патрона, что было обычным для дипломатов, но не государственных чиновников; стажёром был принят сын Томас, который готовил газетные выдержки для информационных дайджестов. Это разгружало Роберта для писательской работы; кроме того, в 1964 году он одобрил публикацию приключений судьи Ди в виде комиксов, созданных художником Фрицем Клоземаном, которого дипломат-писатель учил рисовать в китайском стиле.
15 июня 1964 года Роберт Ханс ван Гулик был принят почётным членом Королевской академии наук и искусств Нидерландов. В этом году он давал множество публичных лекций в научных и художественных обществах Гааги, Амстердама и Лейдена, в основном, на темы китайского искусства и голландского присутствия в старом Китае. Иногда участники мероприятий отмечали крайнее своеобразие взглядов Роберта на разные предметы, но спорить с признанным эрудитом было совершенно безнадёжным делом. Он в принципе не признавал и не одобрял либерализации общества и эмансипации женщин, поэтому всё более замыкался в сфере культуры. В конце 1964 года ван Гулик был назначен полномочным послом Нидерландов в Южной Корее и Японии, и в сопровождении жены и 14-летней дочери вылетел в Токио 22 января 1965 года.

### Посол в Японии и Южной Корее (1965—1967)
Роберт ван Гулик прибыл в страну, которая сильно изменилась со времени его последнего пребывания в ней — произошло японское экономическое чудо. Роберт Ханс потребовал скромного приёма и передачи дел без освещения в прессе. Новоселье прошло 3 марта, причём Шифан была недовольна тем, что резиденция посла не была отделена от офиса, да ещё рядом располагалось кладбище. В этой обстановке учёный, писатель и дипломат провёл около двух лет.
Приём у императора Хирохито с вручением верительных грамот прошёл 24 февраля 1965 года. При обговаривании деталей протокола ван Гулик настоял, что представление пройдёт на японском языке; по отзывам в прессе, император был впечатлён тем, что Роберт Ханс обратился к нему на формализованном придворном языке. Позднее он был аккредитован и в Сеуле у президента Пак Чонхи (здесь ван Гулика сопровождала жена), а также представлял Нидерланды в комиссии ООН по объединению Кореи. За первый год, проведённый в должности, посол ван Гулик шесть раз посещал Южную Корею. Больше всего ему нравилось то, что в Сеуле сохранились традиционные ритуалы и церемонии, практикуемые кисэн. Летом 1965 года старший сын Виллем присоединился к родителям, и отец отдал его в Софийский университет учиться на японоведа.
Вскоре после назначения ван Гулика в Японии побывала большая экономическая миссия Нидерландов, возглавляемая бывшим премьер-министром де Кваем и представителями фирмы Unilever и Philips. Только благодаря послу удалось добиться выгодного контракта с Королевскими авиалиниями Нидерландов, предоставления воздушного пространства и инфраструктуры — ван Гулик прекрасно понимал японское чувство юмора и умел расположить японских чиновников. К. Баркман вспоминал об анекдотическом случае, когда на обеде с гейшами исполнительница на сямисэне не знала окончания песни, которую играла, и ван Гулик спел оставшиеся куплеты сам. Подобные уловки позволили добиться аналогичного контракта Королевских авиалиний и для Южной Кореи. Благодаря непримиримой позиции ван Гулика удалось отстоять бюджетное финансирование нидерландского отдела на готовящейся Всемирной выставке в Осаке 1970 года.

### Болезнь и кончина
В Токио сильно ухудшилось состояние здоровья ван Гулика, особенно много проблем приносил хронический бронхит, синусит и симптомы аллергии. Дипломат-писатель не позволял себе «расклеиться» и ко времени ухода в отпуск — в июле 1967 года — успел открыть в Токио голландское торговое представительство и принять контактную группу министерства сельского хозяйства. Покидая Японию, Роберт ван Гулик объявил, что рассчитывает вернуться в ближайшее же время. Сразу после прибытия в Гаагу 15 июля 1967 года он явился в больницу Красного Креста к своему знакомому врачу Валкенсу и объявил, что у него рак лёгких. Рентгенография и бронхоскопия полностью подтвердили этот диагноз. Более того, оказалось, что метастазы проникли в печень и кости. В дневнике отмечено, что 21 июля была начата химиотерапия, онколог Хост давал Роберту самое большее полгода жизни. Посла разместили в двухместной палате, где можно было установить письменный стол. Роберт Ханс работал над монографией «Гиббон в Китае», начатой ещё в Токио, и писал последний роман о судье Ди. Ван Гулик ежедневно общался с семьёй — и настаивал, чтобы никому из родных не сообщали о точном диагнозе. В письме одному из друзей он писал, что если бы у него не было семьи, он бы немедленно уехал в Японию и отправился в горы умирать. Близкие отметили, что при праздновании дня рождения Роберт ван Гулик с явной неохотой задувал свечи на торте. 15 августа он вернулся домой, откуда ездил в больницу на процедуры. Он продолжил консультировать в министерстве подготовку визита голландской делегации в Японию, получил трёхмесячный отпуск по больничному, и даже купил новую машину. Было решено, что если состояние здоровья будет стабильным, ван Гулик сможет вернуться на две-три недели в Токио для официальной сдачи дел.
В начале сентября 1967 года Роберт ван Гулик был вновь госпитализирован на десять дней: начались боли, которые купировались только морфином. Дома он пробыл совсем недолго: в пятницу, 22 сентября произошёл сильнейший приступ головной боли с потерей сознания (метастазы проникли в мозг); на машине скорой помощи Роберт Ханс был доставлен в больницу. В субботу 23 числа он ненадолго пришёл в себя, но оказался парализован, хотя сохранил сознание и речь, узнавал жену и детей. Далее Роберт ван Гулик впал в кому и скончался в половине восьмого вечера 24 сентября в возрасте 57 лет.

## Научная деятельность
Эталон в оценке наследия Роберта ван Гулика заложил лично его знавший китайский дипломат Чэнь Чжимай; именно он предложил рассматривать «Гао Лопэя» как человека, который совмещал три разных жизни: успешного карьерного дипломата (в 49 лет достигшего высшего ранга полномочного посла), разностороннего учёного-китаеведа и популярного писателя детективного жанра. Подобные оценки повторяются и в биографиях, написанных в XXI веке. Профессор-китаевед Университета Софии Йозеф Роггендорф (1908—1982) отмечал, что ван Гулик «занимал, поистине, уникальное положение в востоковедческой науке, ибо был подлинным uomo universale, полиматом, достойным эпохи Ренессанса или барокко, а не нашего века уныния». Синолог Антони Хюльсеве отмечал, что ещё с гимназических лет для научного мышления ван Гулика «характеристичной была любовь ко всему старому и безоговорочное отвращение ко всему новому». Огромное разнообразие частных интересов ван Гулика совершенно отчётливо сводилось к единому генеральному направлению: попытке осмыслить взгляды на жизнь и культурные интересы представителей старого китайского класса учёных-чиновников, которые были равно сведущими в области литературы, живописи, каллиграфии и музыки. Это привело его к библиофилии и коллекционированию, практическим занятиям китайской музыкой и каллиграфией. Исследования китайской эротологии и написание романов из жизни судьи-чиновника старого Китая были совершенно естественным продолжением деятельности ван Гулика как интеллектуала, не связанного идеологическими ограничениями или академическими «модами». По выражению А. Хюльсеве, в определённом смысле ван Гулик являлся «гениальным дилетантом», и это было его сильной стороной, поскольку узкоспециальными вопросами восточных культур, кроме него, в те времена никто не занимался.
В исследованиях китайских учёных данные оценки несколько корректируются. Так, в монографии Чжан Пина подчёркивается, что ван Гулик не получил должной оценки именно со стороны культурологов, отсюда его полуироническое определение как «ренессансного дилетанта». Вероятно, первичным было восприятие его занятий как хобби (или чудачества) дипломата, так же, как игнорирование ван Гуликом животрепещущих политических вопросов современности. Похожим был его путь в литературе: он избрал «низкий» детективный жанр и нашёл источник вдохновения в старокитайских судебных романах, прочно позабытых к 1950-м годам даже у себя на родине. Однако обособленность ван Гулика от мейнстрима синологических исследований вела к тому, что он максимально глубоко мог проникнуть в традиционную китайскую культуру, избежав многих стереотипов западного ориентализма. Собственно, основным методом познания китайской культуры для Гао Лопэя была практика этой самой культуры, которая могла иметь любые формы выражения.

### Ранний период. Исследования китайской лютни

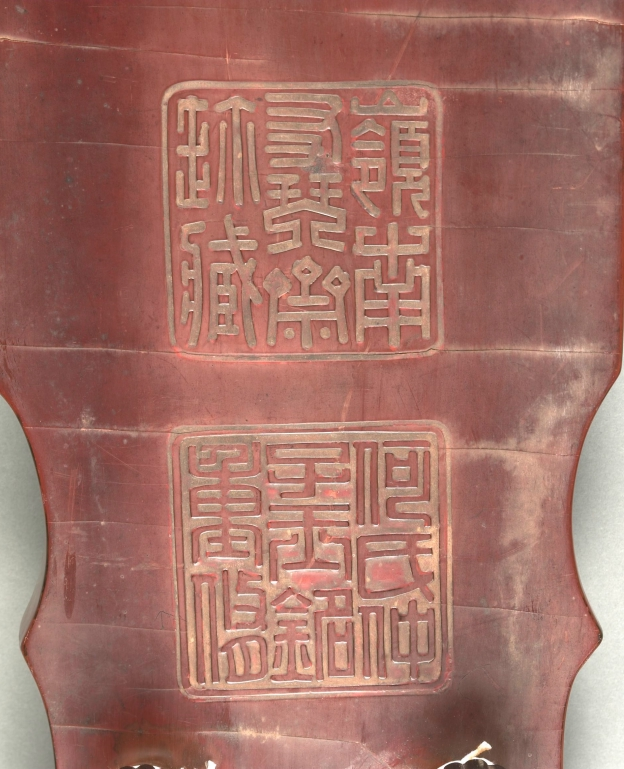
Надписи в стиле традиционных печатей на нижней деке гуциня

Между маем 1928 и октябрём 1933 года гимназист, а затем студент Роберт ван Гулик опубликовал в амстердамском журнале «China» 11 научных статей на нидерландском языке, тематика которых была исключительно многообразна, демонстрируя как диапазон его эрудиции, так и напряжённые интеллектуальные поиски. Дебютная статья была посвящена комментарию к канону «Ши цзин», несколько текстов были посвящены древнекитайской поэзии, были даже статьи о философе Ян Чжу и способу исчисления в древнекитайской математике. Докторская диссертация о Хаягриве, изданная лейденским «Бриллом», обратила на себя внимание британского антрополога Леонарда Бакстона. Работа на 105 страницах большого формата, была основана на оригинальных источниках. Вводная глава была посвящена пантеону божеств махаяны, иконографии и магическим аспектам культа, далее рассматривался образ и культ божества Хаягрива в Индии, Китае и Японии. Рецензент счёл, что монография будет полезна не только узким специалистам, но и религиоведам широкого профиля, которые интересуются транзитом «высших религий Азии», равно и антропологам, занимающимся анимизмом. Л. Бакстон откровенно признавался, что книга о культе лошади в Восточной Азии продемонстрировала ему недостаток собственных знаний о религиях Китая и Японии.
После того, как ван Гулик обосновался в Японии, он активно печатался в японских научных изданиях и принял участие в создании журнала Университета Софии «Monumenta Nipponica». Основная тематика его публикаций 1937—1941 годов — китайская музыка, её укоренение в Японии, и разные аспекты классической китайской культуры, связанной с лютней-цинь. Его объёмная монография «Сведения о китайской лютне» (Токио, 1940) была сразу замечена специалистами, причём в рецензии Французской школы Дальнего Востока ван Гулик был назван «известным синологом и выдающимся лютнистом». Книга представляла собой собрание очерков (в семи главах), включающих описание классических концепций китайской музыки, источники изучения лютни, символику тонов, пальцевую технику игры на лютне, табулатуры, а также мотивы, используемые для украшения инструментов. Для специалистов большую ценность представляла приведённая музыкальная и техническая терминология, более того, все цитаты ван Гуликом были приведены не только в переводе, но и в иероглифическом оригинале. Музыковед Ганс Экард называл книгу «уникальной», и подчёркивал, что это — первое в синологии специальное исследование о китайской лютне, о которой в литературе существовали только самые общие сведения. Отдельная глава в приложении была посвящена ранней японской музыке и истории распространения китайской лютни в этой стране; открытием ван Гулика Г. Экард называл доказательство того, что до эпохи Токугава собственно китайский цинь не был известен в Японии, а данный иероглиф обозначал другой инструмент — пибу.
В 1941 году ван Гулик выпустил в Токио перевод и исследование поэмы о лютне известного китайского поэта и даосского философа Цзи Кана, который вызвал ещё большее число отзывов. Американский синолог Дж. Шрёк в своей двойной рецензии на монографии ван Гулика о лютнях выразил ему благодарность. Синолог Рольф Штейн подчёркивал, что публикация о Цзи Кане была вынесена из предыдущего исследования, чтобы не загромождать его. Рецензент отметил сложнейшую работу переводчика, который сумел прокомментировать терминологию, непонятную для китаеведа, не специализирующегося на музыке. В то же время Р. Штейн указывает на слабые стороны ван Гулика, который без колебаний доверяет источникам биографии Цзи Кана — даосской агиографии, и активно использует исторические анекдоты. Одновременно ван Гулик, переводя поэму о лютне, проигнорировал мифологический контекст, в котором описываемая обитель бессмертных предстаёт своего рода даосской мандалой, при высоком качестве перевода, он не всегда понимает тонкостей даосского вероучения. Переиздание книги в 1970 году вызвало эмоциональный отклик профессора Индианского университета Джоржа Макелроя, который подчёркивал литературные достоинства перевода и его ценность как источника по даосским представлениям до появления в Китае буддизма. Ван Гулик назван «выдающимся дилетантом», а Цзи Кан — поэтом, который «ближе к Вордсворту, чем к Горацию».
После включения гуциня в список шедевров устного и нематериального культурного наследия человечества в Китае оживился интерес к музыковедческим исследованиям Роберта ван Гулика. Вопросу «пути лютни» была посвящена монография Ли Мэйянь, опубликованная в 2012 году Гонконгским университетом. Это был результат почти десятилетней работы, которая велась совместно с Лейденским университетом и старшим сыном учёного — профессором Виллемом ван Гуликом. Работы ван Гулика оценивались Ли Мэйянь как пионерские, заложившие основу современного научного изучения культуры исполнения на гуцине и лютневой музыки в традиционном Китае вообще. Высказано также мнение, что монография «Сведения о китайской лютне» полностью сохраняет справочное значение и может быть полезна китайским исполнителям на цине.

### Китайская эротология

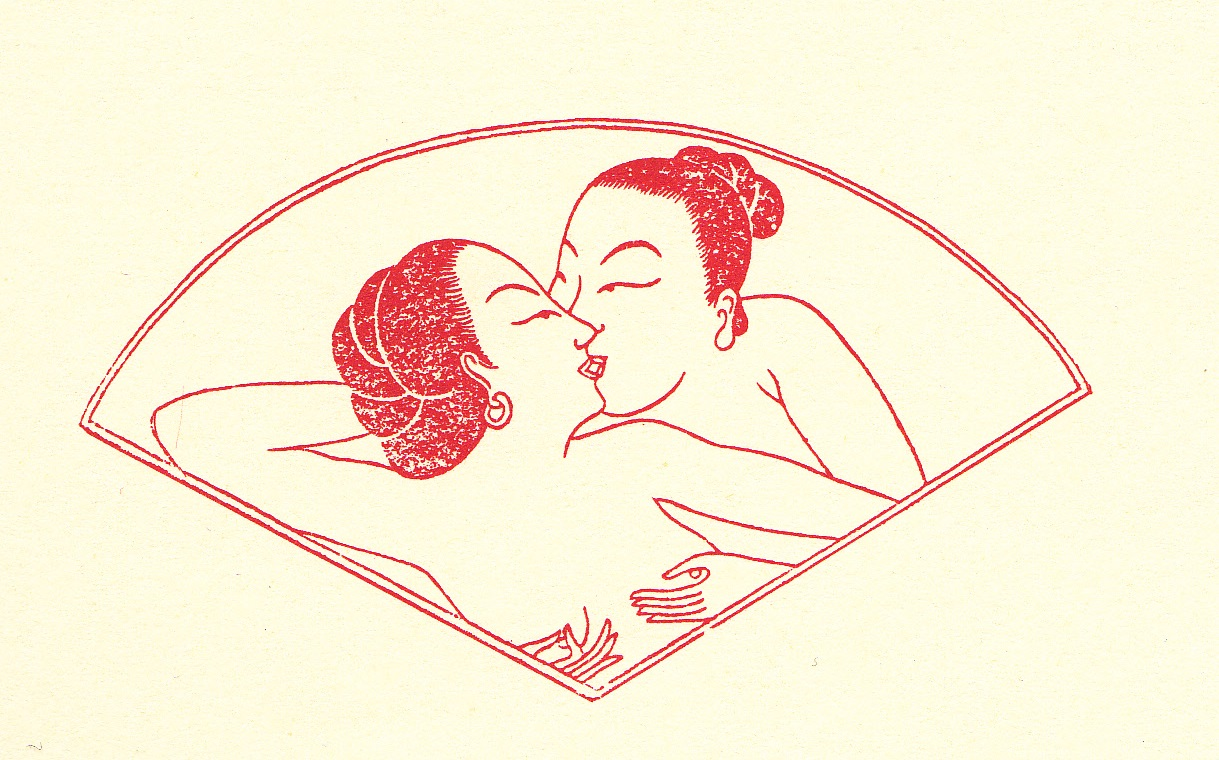
Виньетка в виде веера из издания эротических гравюр эпохи Мин

В 1951 году в Токио ван Гулик издал тиражом 50 экземпляров свой труд «Китайские эротические гравюры эпохи Мин». Публикатор разослал трёхтомное издание в избранные синологические центры (Сиднейский университет, Сорбонну, Лувенский университет, Британский музей, университетские библиотеки Амстердама, Лейдена и Утрехта, а также библиотеки университетов США, где имелись китаеведческие кафедры). Посылки сопровождались письмом, в котором ван Гулик требовал не допускать к изданию лиц «жаждущих сенсаций и вуайеристов», поскольку издание предназначалось для «серьёзных учёных». Обращение ван Гулика к теме китайской эротологии было вполне закономерным в русле его проекта исследования культурных устремлений китайской интеллектуальной элиты: «весенние картинки» (как именовалась эротика и порнография в старом Китае), являлись лишь одним из хобби образованной интеллигенции, происходившим «от чрезмерной утончённости». В личном каталоге ван Гулика 1949 года значилось всего лишь восемь известных ему эротических альбомов. Помимо его собственного набора печатных клише «Разнообразные позиции цветочной битвы» (кит. трад. 花營錦陣, упр. 花营锦阵, пиньинь huā yíng jǐn zhèn, палл. хуа ин цзинь чжэнь), вырезанных в Нанкине около 1610 года, пять наборов эротических гравюр имелись в японских коллекциях (один в значительной степени повторял «Разнообразные позиции цветочной битвы») и два в Шанхае; все они были использованы для публикации. По замечанию Джеймса Кэхилла, альбом ван Гулика является ценнейшим источником для изучения позднеминской эротической иллюстрации; если в Японии ослабление цензуры привело к публикации множества памятников эротической гравюры эпохи Токугава, то для Китая число публикаций крайне ограничено.
Альбом вышел в трёх томах, первый из которых включал исторический обзор китайской эротической литературы, второй — перевод текстов из «Разнообразных позиций цветочной битвы», третий — собственно воспроизведение 24 гравюр, некоторые из которых были отпечатаны в цвете с подлинных ксилографических клише. Дж. Кэхилл, проведя сравнение репродукций ван Гулика с подлинными минскими и токугавскими гравюрами, предположил, что две гравюры, якобы, основанные на прорисовках шанхайского коллекционера с указанием способа раскраски, вероятно, были созданы самим издателем. Во всяком случае, они больше похожи на иллюстрации ван Гулика к его книгам о судье Ди. Однако по состоянию на 2004 год, материалы, с которыми работал ван Гулик, либо были утрачены, либо недоступны для исследователей. Соглашаясь с этими выводами, Го Цзе (Университет Южной Калифорнии) очень высоко оценивал вклад ван Гулика в развитие как китайской эротологии, так и в культурологии эпохи Мин, ибо он раскрыл присущий минской эпохе конфликт «между повествовательным импульсом художника и антинарративными тенденциями в культуре».
В 1961 году издательство «Брилл» предложило ван Гулику издать отдельную монографию о сексуальной культуре старого Китая («Sexual life in Ancient China»). Он взялся за этот проект, но принял примерно те же меры «предосторожности», что и при издании эротических гравюр: переводные пассажи из эротологических сочинений были даны на латинском языке, то есть автор адресовался, прежде всего, лицам с медицинским образованием. Книга ван Гулика о сексуальной жизни традиционного Китая в известной степени позволяет реконструировать его методологические подходы как культуролога. Для него важным являлось то, что китайская культура была лишена понятия первородного греха (восходящего к еврейской и христианской религии), соотносящегося со сферой сексуальности. Союз мужчины и женщины в Китае рассматривается как гармония Неба и Земли применительно к человеческим отношениям. Эти тезисы подверглись переосмыслению в 1990-е годы, когда критики ван Гулика стали отмечать, что взгляды китайцев на сексуальную сферу не были «простыми», и данная сфера бытия была подвержена подавлению и ритуализации ничуть не в меньшей степени, чем в западной культуре. Собственно, ещё в статье из издания эротических гравюр ван Гулик сам обозначил даосские сексуальные практики как «вампиризм» (речь шла о рекомендациях по циркуляции янского и иньского ци). В целом, П. Голдин отмечает, что ценность энциклопедического труда ван Гулика не уменьшилась и в XXI веке, хотя бы потому, «что это редкий пример монументального исследования, открывавшего принципиально новое исследовательское поле…, немногие смогут за всю жизнь освоить столько [китайских] текстов, сколько их цитируется в этой монографии».
Монография ван Гулика вызвала отзывы синологов первой величины. Герберт Франке отмечал, что одним из важных источников вдохновения для исследователя была его переписка с Дж. Нидэмом. Он также обратил внимание на использование концепции «вампиризма» в предисловии к изданию эротических гравюр, но трактовал её сугубо натуралистически, приводя в пример практики Чжан Сяньчжуна. Важным достижением ван Гулика Г. Франке считал то, что в традиционных эротологических текстах Китая пристальное внимание уделяется равному удовольствию для женщины и вообще признание особенностей женской психологии и физиологии. Также исследователь отмечал, что богатство тематики и объём источников поразительны даже в эпоху коллективных монографий. Впрочем, не все отзывы были безоговорочно хвалебными. Итальянские синологи — Лионелло Ланчотти и Джузеппе Туччи — отметили небесспорность выводов ван Гулика в главе о сопоставлении сексуальной магии Индии и Китая, особенно то, что тантрические техники были заимствованием из Китая, а не наоборот. Дж. Туччи писал, что некоторые практики, которые ван Гулик считал уникально даосскими («сдерживание эякуляции и направление спермы в мозг»), на самом деле упоминаются ещё в «Упанишадах», а тантрические ритуалы могли быть поздней формой древних традиций. Денис Твитчетт в своей рецензии счёл преждевременными заявления ван Гулика, что после прихода к власти династии Цин сразу же началась «пуританизация» частной сферы жизни китайцев, чему противоречит образ маньчжуров в раннецинской эротической литературе. Образ жизни Юань Мэя мало чем отличался от «цзяннаньских эрудитов», создававших эротические альбомы. Исторические обобщения названы «крайне наивными», равно как утверждается, что ван Гулик подошёл к сфере чувственных удовольствий с «чрезмерной академической основательностью». В объёмной рецензии Дональда Хольцмана критикуется неправомерное противопоставление ван Гуликом конфуцианских («пуританских») и даосских («более человечных») взглядов на вопросы пола. «Даосские тексты, которые автор подробно цитирует, касаются только постели и постельных удовольствий; многие из „конфуцианских“ текстов, которые он не цитирует, касаются того, что происходит в умах тех же людей, когда они не в постели». Несостоятельными признаны попытки ван Гулика доказать, что отношения между полами в Китае были «более здоровыми», чем на Западе, особенно в том, что касается женской и мужской гомосексуальности. В целом, признавая огромную эрудицию автора и высокое качество работы с источниками, Д. Хольцман определяет общий тон книги ван Гулика как «утопический», и сетует, что тот слишком доверился своим источникам, ибо из эротических руководств (написанных не мазохистами и не садистами) нельзя почерпнуть ничего, кроме полезности и свободы сексуальных практик, необходимости гуманности и нежности в обращении с женщиной, и тому подобного.

### Перевод трактатаТан инь би ши
В 1956 году Роберт ван Гулик опубликовал перевод трактата сунского чиновника XIII века Гуй Ваньжуна — «Тан инь би ши» (棠陰比事, «Схожие уголовные дела, [услышанные] под грушевым деревом»). Ядром монографии стал перевод 144 судебных дел из указанного трактата, которые охватывают практически все отрасли гражданского и уголовного права. В предисловии ван Гулик давал общую характеристику китайского жанра сборников судебных прецедентов. Как подчёркивалось в рецензии Э. Крокера, выбор именно трактата Гуй Ваньчжуна объяснялся его высокой популярностью, поскольку он использовался как учебник для начинающих чиновников, ведущих судебные расследования, ещё в XIX веке, а примеры из него широко встречаются в аналогичной по жанру литературе. С. Голдин отмечал, что Роберт ван Гулик этим своим трудом сильно опередил тенденции развития западной синологии. Признаваемая этапной монография Дерка Бодде и Кларенса Морриса «Law in Imperial China» вышла в свет только в 1967 году. В рецензии Ф. Шурмана (Калифорнийский университет в Беркли) отмечалось, что история права важна как «ключ к социальной истории» и в этом плане подход ван Гулика отличался, например, от применяемого японским исследователем Ниида Нобору. Собственно, перевод стал следствием занятий ван Гулика китайской детективной литературой и написанием собственных романов; это сделало перевод увлекательным для чтения. Рецензент полагал, что и в эпоху Сун, когда текст был составлен, «Тан инь би ши» имел не юридическое, а, скорее общедидактическое и даже развлекательное значение, что и определило его популярность в веках.

### «Сиддхам»

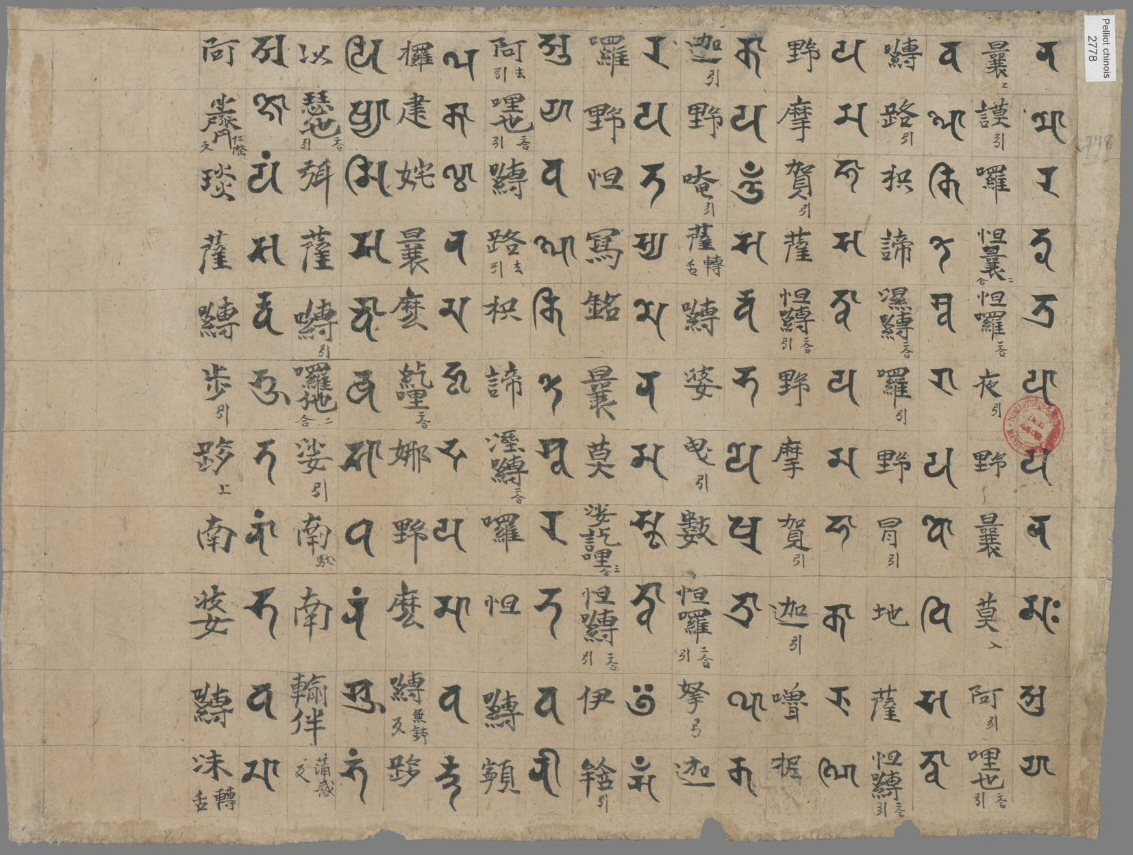
Фрагмент «Ниланханамардая дхарани», записанной сиддхамом с китайской транслитерацией. Коллеция Pelliot chinois 2778, Национальная библиотека Франции

Монография, выпущенная ван Гуликом в Индии в 1956 году, согласно авторскому предисловию, адресовалась, прежде всего, индийским буддологам и была посвящена санскритским штудиям в Китае и Японии. Герберт Франке характеризовал выбор тематики как «инстинкт синолога выявлять новые проблемы в истории Китая и мастерски их решать». Ван Гулик уверенно показал на материале китайских источников, что в период восприятия буддизма в VI—X веках, лишь отдельные китайцы-монахи изучали санскрит, и систематического изучения этого языка в стране не велось, следовательно, переводческая деятельность зависела от иностранцев. Однако изучение письменности создало новую отрасль китайской традиционной науки — фонетику, в свою очередь, алфавит сиддхам подвергся сильнейшему воздействию иероглифики и эстетики китайской каллиграфии. Хотя в Китае буддизм пришёл в упадок, после XV века сиддхам продолжал жить в Японии, о чём свидетельствовали репродукции каллиграфии Юдзана и Тёдзэна из секты Сингон. По мнению рецензента, после выхода этой книги ван Гулику должен быть «благодарен каждый искусствовед и буддолог», а ясность изложения для неспециалиста является «высшей похвалой для научной работы». Содержательные достоинства монографии рассмотрел Вильгельм Шифер, назвав труд ван Гулика «разрешающим загадки» живучести шрифта сиддхам для записи мантр.
В своей объёмной рецензии Поль Демьевиль назвал «Сиддхам» демонстрацией возможностей автора в области синологии, буддологии и каллиграфии. Высокой оценки удостоились описания причин и механизмов адаптации буддизма в Китае, очерк санскритологии в старом Китае, а также анализ мандал, используемых японскими сектами. Отдельной похвалы удостоилась «красота книги и её удивительно правильная типографика». Вместе с тем, швейцарско-французский синолог отметил, что ещё с 1910-е годы данными вопросами занимался Масперо, который описал несколько иероглифических пособий с санскритскими параллелям, которые создавались в Китае ещё в V веке; аналогичные пособия Кумарадживы в переводе Фасяня были опубликованы японскими специалистами. П. Демьевиль сетовал, что в распоряжении ван Гулика в Дели, по-видимому, были только материалы его личной библиотеки, иначе бы не появилась ошибка в дате прибытия в Китай проповедника Атикуты (при том, что сам же ван Гулик приводил правильную дату в своей диссертации о Хаягриве). Неизвестной осталась ван Гулику и публикация 1953 года избранных трудов японского буддийского патриарха Дзиюна Онко (慈雲飲光, 1718—1804), который всю жизнь посвятил санскритологии и даже попытался реконструировать санскритский текст «Праджньярамиты-ньяя» по китайской иероглифической транскрипции.

### Искусство Китая
В 1958 году Роберт ван Гулик издал две работы, посвящённые китайскому искусству. В Бейруте он опубликовал собственный перевод «непонятного» текста цинского коллекционера Лу Шихуа (陸時化, 1714—1779) «Праздные разговоры о каллиграфии и живописи» (書畫說鈴). В рецензии Джозефа Лава подчёркивается «непринуждённая откровенность, которую переводчик смаковал» в описаниях рынка искусства и собственных занятий Лу Шихуа. Особую практическую значимость для искусствоведов придаёт тот факт, что автор трактата «Scrapbook for Chinese collectors» констатирует невозможность определения подлинности произведений в условиях путаницы в каталогах, двуличия торговцев искусством, массы качественных подделок и почитания искусства копирования, которое создаёт произведение, неотличимое от оригинала. Перевод ван Гулика также предоставляет новый источник для полемики о разнице западной и восточной философии творчества. В середине XX века считалось само собой разумеющимся, что восточный художник пытается уйти от своей личности во внеличностный «абсолют», тогда как западный художник намеренно «впечатывает» свою личность в каждую картину или скульптуру (Жак Маритен). Лу Шихуа ещё в XVIII веке заявлял, что суть произведения искусства заключается именно в том, что оно проявляет душу своего творца, даже если воспроизведён древний образец. Подписывать свои произведения при этом необязательно, ибо «определённый стиль работы кистью свойственен определённому художнику». Собственно, это и есть единственный метод выявления подделок. В рецензии искусствоведа Цэн Юхэ (Гавайский университет) в первую очередь подчёркивается качество переводов ван Гулика, которому всегда «удаётся найти правильный английский эквивалент» и продемонстрировать подлинное понимание оригинала. В то же время Цэн Юхэ укоряла ван Гулика в непонимании искусства эпохи Цин. Комментируя высказывание Лу Шихуа, что «работы ведущих художников Цин могут быть столь же выдающимися, как у прославленных древних мастеров», ван Гулик объявляет эту сентенцию революционной и исполненной серьёзной критики. Цэн Юхэ возражает, говоря, что цинские знатоки искусства писали свои трактаты и каталоги, основываясь на вкусовых предпочтения эпох Тан и Сун, соответственно, архаизация пронизывала мир китайского искусства. В данном пассаже Лу Шихуа имел в виду то, что коллекционеры гнались за деньгами, предпочитая более старые произведения, и не обращали внимания на художественные достоинства творений современников, выдержанных в тех же стилях и жанрах.
В том же 1958 году в Риме увидела свет самая большая по объёму из работ ван Гулика — «Китайское изобразительное искусство глазами знатока». В рецензии князя Ашвина Липпе (Метрополитен-музей) прежде всего были описаны содержательные особенности книги в 540 страниц с 160 иллюстрациями на отдельных страницах. Вся первая часть была посвящена искусству создания свитков, их экспонированию и методам любования ими, причём в виде приложения даны переводы двух трактатов об этом искусстве китайских учёных XVII—XVIII веков. Как обычно, много внимания автор уделял технической терминологии, которая западным учёным была вообще не известна. Вторая часть, посвящённая живописи как таковой, начиналась с описания особенностей китайских кистей и свойств туши и водяных красок. Далее ван Гулик рассматривал принципы оценки старинных свитков, учитывая особенности колофонов, владельческих надписей и печатей. Здесь много места занимало описание китайских коллекционных каталогов. Отдельные главы посвящены произведениям китайской живописи в Японии, а также специфике резки печатей и их интерпретации. Своеобразным было приложение к книге, в котором в отдельном конверте были даны 42 образца бумаги и шёлка, используемых в китайской живописи. Труд ван Гулика признаётся энциклопедическим сводом сведений об изобразительном искусстве на бумаге и шёлке, «достаточной благодарности» автору которого невозможно выразить. В рецензии Джозефа Лава ван Гулик сравнивался с Б. Беренсоном как специалист, который учит западных искусствоведов судить о китайских произведениях искусства китайским взором.
В рецензии искусствоведа Джеймса Кэхилла критиковались некоторые ошибки ван Гулика, которые выдавали «любительский» характер его работы, при высокой оценке его опыта становления знатока искусства Китая и Японии, совпадающего с путём формирования традиционного дальневосточного интеллектуала. Например, ван Гулик совершенно серьёзно утверждал, что ценитель должен потратить многие годы жизни для овладевания китайской письменностью и традиционным живописным языком, и как можно больше знать о китайской литературе и истории (желательно по первоисточникам на языке оригинала):

Это действительно полезные навыки (хотя и не более, нежели владение естественно-историческими методами критики, значение которых ван Гулик умаляет), но их, безусловно, можно принимать в меньших дозах, а не в качестве «предварительной подготовки»; любой читатель, который воспримет этот совет буквально и приступит к освоению всей этой эрудиции перед тем, как приступить к созерцанию картин, рискует вообще никогда не добраться до них.
Дж. Кэхилл критиковал ван Гулика и за тиражирование старого ориенталистского мифа, что, якобы, китайские копиисты воспроизводили подписи и печати старых художников не в целях подделки. Этот миф был порождён первыми исследователями восточного искусства, поскольку западные коллекции состояли в основном из имитаций и подделок. Роберт ван Гулик не пытался заниматься разоблачениями, а, напротив, заявил, что копии «ценились так же высоко, как оригинальные произведения искусства». Собственно, описанная им традиционная экспертиза ценности свидетельствовала как раз об обратном, равно и требование китайскими искусствоведами «подлинности»; это сочетание иероглифов (кит. 真值, пиньинь zhēnzhí) крайне неубедительно трактуется ван Гуликом как «верность оригиналу». Равным образом, сомнению подвергаются советы начинающим коллекционерам в духе того, что «колофоны, прикреплённые к старинной картине…, сами по себе подлинные» и утверждение, что «большинство старинных китайских свитков, хранящихся в настоящее время в западных …коллекциях, были получены из японских источников». Перечислялись и другие фактические ошибки и неточности, в том числе крайний субъективизм формирования библиографического списка.

### «Гиббон в Китае»

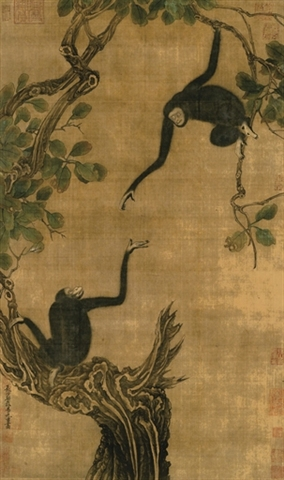
«Два гиббона на дубу». Картина сунского художника И Юаньцзи, упомянутая в исследовании ван Гулика

В своей последней монографии, вышедшей посмертно, «Гиббон в Китае: Эссе на темы китайских преданий о животных», Роберт ван Гулик собрал упоминания о разнообразных обезьянах в китайской литературе и изобразительном искусстве начиная от древней династии Чжоу, и показал, что с древних времён и пока не перевелись в Китае гиббоны (примерно до XIV века, на котором изложение заканчивается), иероглиф кит. 猿, пиньинь yuán, палл. юань (также в форме кит. 猨) означал именно гиббонов. На многочисленных примерах из литературы он показал, как древние китайцы воспринимали гиббона, живущего высоко в кронах деревьев и редко спускающегося на землю, как аристократа (цзюнь-цзы) в мире обезьян, противопоставляя его проказливым макакам. Особым почтением гиббон — наряду с журавлём — пользовался в даосизме, приписывающем ему талант управления своим ци, тысячелетнее долголетие и другие магические свойства. Эта книга ван Гулика и в XXI веке считается наиболее фундаментальной работой по отображению гиббона в китайской культуре.
Приматологи выявили некоторые ошибки, допущенные автором монографии. Так, в рецензии Дж. Фриш показано, что ван Гулик, вероятно, прав, называя гиббона первой обезьяной, наладившей тесное взаимодействие с человеком и ставшей объектом литературного и художественного творчества. Это первое монографическое исследование о гиббоне вообще, тем более ценно, что автор совмещал огромную эрудицию востоковеда и личные наблюдения за повадками этих антропоидов. Если ван Гулик прав в том, что гиббон классической китайской традиции — это Hylobates agilis, приматологи должны объяснить, почему до XIV века северной границей ареала гиббонов был 35° с. ш., что соответствует положению Киото в Японии, тогда как в XX веке представители этого вида не встречаются севернее Малайского полуострова (во Вьетнаме водится Hylobates concolor и в Ассаме Hylobates hoolock — на самой границе с Китаем). При всей осведомлённости ван Гулика в приматологии, Д. Фриш показывает, что он неверно использовал термин «подвид» и ошибочно причислял к проворным гиббонам другой род — Symphalangus; откровенно неправильно именовал семьи гиббонов «моногамными».

## Роберт ван Гулик — писатель детективного жанра

### «Знаменитые дела судьи Ди»
В 1940 году в личной библиотеке Роберта ван Гулика появилось издание анонимного романа XVIII века «Четыре удивительных дела эпохи У Цзэтянь» (кит. 武則天四大奇案, пиньинь Wǔ Zétiān sìdà qíàn, палл. У Цзэтянь сыда циань), это была одна из немногих книг, которые ему позволили забрать с собой во время депортации из Японии. Перевод получил название «Знаменитые дела судьи Ди» (Ди Гун Ань, 狄公案). В предисловии автор-переводчик писал, что был возмущён засильем переводных низкокачественных детективов на рынке Японии и Гонконга, и рассчитывал, что читатели и писатели Востока заново откроют для себя богатейшую традицию китайского детектива. Работа переводчика в основной своей части была выполнена в Вашингтоне, и завершена в Токио. Равным образом, ван Гулик хотел противопоставить аутентичного китайского судью-детектива вымышленным персонажам массовой литературы того времени — зловещему доктору Фу Манчу Сакса Ромера и обаятельному толстяку Чарли Чану Дерра Биггерса.
Оригинальный роман включал 64 главы. «У Цзэтянь сыда циань» относился к жанру «судебной» беллетристики, который возник в Китае в XV веке. Центральное место в сюжетах таких произведений занимало судебное расследование какого-либо преступления, обычно убийства или изнасилования. Главным отличием от европейского детектива является то, что читатель знает преступника с самого начала, а главная интрига раскручивается вокруг неподкупного судьи, методов получения им сведений и изобличения виновных, казнь которых всегда описана с большими подробностями; китайскому судебному жанру присуща неприкрытая дидактичность. Как правило, в сюжете важную роль играли сверхъестественные силы. В судебных романах цинской эпохи важнейшую роль играли помощники судьи — обычно, бывшие военные или раскаявшиеся преступники, перешедшие на государственную службу. Роман, привлёкший внимание ван Гулика, состоял из двух почти равных по объёму частей. Первые 30 глав были посвящены окружному магистрату Чанпина Ди Жэньцзе, который одновременно расследовал три не связанных друг с другом уголовных дела (включая дело вдовы Чжоу, убившей мужа, вбив ему в голову гвоздь). В оставшихся 34 главах действие разворачивалось при императорском дворе, где министр Ди также расследует три дела, связанных с императорским фаворитом, и прочими сановниками. Первые тридцать глав вполне соответствовали канону западного детектива, поскольку преступник не назывался с самого начала, присутствовало ограниченное число персонажей, и почти не было мистических элементов. Янь Вэй утверждал, что перевод ван Гулика был точным, но модернизированным. Например, чтобы избежать путаницы, все персонажи названы только одним именем (у китайских сановников было много прозвищ и псевдонимов), несколько сокращены для удобопонятности диалоги, убраны стандартные формулы: «Если вы хотите знать, что произошло дальше, вам нужно будет прочитать следующую главу». Была сокращена двадцать третья глава, в которой судья Ди оформил зал суда как трибунал Владыки загробного мира, чтобы разоблачить мужеубийцу. В комментарии ван Гулик писал, что для западного читателя это будет комическая, а не пугающая сцена. Психология госпожи Чжоу была усложнена, чтобы сделать её мотивацию оправданной. Финал тридцатой главы также был переписан: судью Ди вызвали в столицу по приказу цензора Янь Либэня, чтобы помочь вернуть наследника престола, свергнутого императрицей У. Ван Гулику было нужно сделать текст законченным, поэтому он убрал исторические подробности, и судья получил императорский указ о переводе с повышением. В несколько глав ван Гулик добавил собственные авторские отступления, стилизованные под основной текст, и выполнил шесть иллюстраций в стиле трёх оригинальных.
«Ди Гун Ань» имел определённый успех: 1200 экземпляров, отпечатанных за счёт автора в Токио, были распроданы за полгода, окупили производство и даже принесли прибыль. Однако убедить японских и китайских писателей «вернуться к истокам» не удалось, и Роберт ван Гулик решился продолжать свой эксперимент и написать оригинальный роман.

### Детективы о судье Ди

Обложка японского перевода романа «Убийство в лабиринте» (Мэйро-но сацудзин 迷路の殺人), издание 1951 года

Первые оригинальные романы «Смерть под колоколом» и «Убийство в лабиринте» ван Гулик написал по-английски, рассматривая текст как подстрочник для перевода на японский и на китайский языки, продолжая ту же стратегию, которую применил при работе с «Ди Гун Ань». Ван Гулик не создавал исторических романов, поэтому, описывая детали быта и исполняя иллюстрации в китайском стиле, он использовал реалии династии Мин, хотя действие происходило в эпоху Тан, о чём предупреждал читателей в предисловиях и комментариях. Исследователи делят серию романов о судье Ди на две части. В период 1950—1958 годов ван Гулик написал пять романов: «Смерть под колоколом», «Убийство в лабиринте» (единственный, переведённый автором на китайский язык самостоятельно), «Убийство на горном озере», «Золото Будды» и «Убийство гвоздями». Сюжет каждого из романов касался разных периодов карьеры судьи Ди, от первого его дела, до более и более серьёзных назначений. Стилистика имитировала перевод «Ди Гун Ань»: в каждом из детективов судья расследовал три не связанных между собой дела. Хватало и заимствований из классических китайских романов, таких как «Сон в красном тереме» и «Цветы в зеркале»: повествование вводилось не связанным с основным сюжетом прологом, герой которого живёт в эпоху Мин. После благоприятного приёма у публики, в 1958—1967 годы ван Гулик вернулся к написанию детективных романов, повестей и рассказов, создав ещё девять объёмных текстов и восемь новелл. Ван Гулик создал единую хронологию карьеры литературного судьи Ди и раскрытых им дел; сюжеты новых книг соотносились с этим реестром. В текстах второй группы автор уже не так последовательно имитировал китайский стиль, в частности, с судьёй обычно работал только один из его многочисленных помощников, а расследуемые дела могли оказаться связанными друг с другом.
Источниками сюжетов обычно служили китайские романы эпох Мин и Цин, а также трактат «Тан инь би ши». Судья Ди романов ван Гулика был полностью вымышленным персонажем, для которого автор разработал все детали биографии, включая период его становления, образы его трёх жён (одна из них — фигурантка дела, которое Ди вёл), и так далее. Ван Гулик представлял его образ как компромисс между «конфуцианским сверхчеловеком», диктуемым традицией, и живым персонажем. В известном смысле, это был автобиографический образ, и в конце жизни ван Гулик подчёркивал, что «судья Ди — это я сам». Это рационалист-скептик, негативно относящийся к буддизму и даосизму, мастер фехтования на мече и шесте, суровый моралист, который считает пытки необходимостью в процессе дознания. Имена ближайших помощников судьи — Цзяо Тая, Ма Жуна, Дао Ганя и советника Хуна, перешли в цикл ван Гулика из «Ди Гун Аня», но их образы подверглись существенной трансформации. Выполненные автором иллюстрации обычно основывались на прототипах из минских изданий, имевшихся в его личной библиотеке.
В романах ван Гулика старокитайские культурные реалии вписаны в шаблон западного «крутого детектива». Расследование ведётся на рациональных основаниях, читатель завлекается тематикой «роковой женщины», насилия и сексуальности. Ван Гулик воспроизводил ориентальный образ восточной женщины как чувственной и пассивной; в свою очередь, преступники обоих полов обуреваемы извращёнными страстями. Эти особенности делают китайские реалии понятными для потенциальных западных читателей. Китайскую и японскую аудиторию ван Гулик привлекал модернизацией традиционного жанра, введя арсенал понятий западной психологии и сексологии для обоснований мыслей и действий героев. В принципе, во многих традиционных судебных романах расследуются дела, связанные с прелюбодеянием и сексуальными преступлениями. У ван Гулика также описано множество преступлений на сексуальной почве, поэтому обозреватель «The New York Times» даже беспокоился, что публика сочтёт половые аберрации обычными для китайцев. В «Императорской жемчужине» антиквар страдает фетишизмом и жесток к женщинам, в «Ожерелье и тыкве-горлянке» евнух считает принцессу своей собственностью, и не позволяет выдать её замуж, в «Убийстве на горном озере» отец семейства влюбился в проститутку, похожую на его дочь, и т. д. Это касается не только персонажей-мужчин: госпожа Лу, вдова торговца хлопком из «Убийства гвоздями», убила мастера единоборств, поскольку тот отверг её из-за своего целомудрия. В «Убийстве в лабиринте» художница испытывала влечение к юным девицам, жестоко убила одну из них, и домогалась до её сестры в ванной (японский издатель заставил ван Гулика вынести иллюстрацию этого эпизода на обложку). Отчасти, данные подробности были данью моде, а также способствовали продажам, поэтому ван Гулик помещал в каждую из своих книг как минимум одно изображение обнажённой женщины.

### «Данный день»
Единственным художественным произведением Роберта ван Гулика, не связанным с темой судьи Ди, был роман «Данный день» (нидерл. Een gegeven dag), опубликованный в Гааге в 1963 году. По словам Я. ван де Ветеринга, для автора это была попытка примирить его «восточные и голливудские интересы». Изложение в романе шло от лица бухгалтера Хендрикса, бывшего чиновника на Яве, который никак не может избавиться от воспоминаний о японском концлагере и капитане Уэде, который пытал его, приняв за разведчика. Не утешает героя тот факт, что его мучитель был повешен как военный преступник. Незадолго до казни Уэда передал Хендриксу коан «Снег тает на вершине Фудзи». В ночь с 28 на 29 февраля Хендрикс случайно помешал мусульманской банде похитить молодую женщину (как оказалось, проститутку-наркоманку), очень похожую на его покойную жену, и жизнь скромного чиновника круто поменялась. Всё действие романа укладывалось в 20 часов, и, несмотря на примесь дзэнского мистицизма и жестокости, оканчивалось счастливо. Если голландское издание было распродано почти мгновенно (вызвав раздражённую реакцию критиков), то английский перевод, выполненный автором («The Given Day»), был напечатан в Малайзии, и тираж его погиб. В США в 1984 году роман вышел тиражом 300 экземпляров, и только переиздание 1986 года было более или менее замечено публикой. Немецкий библиограф Хартмут Валравенс отмечал, что данный текст открывает читателю ван Гулика — «знатока злачных мест Амстердама».

## Память

### Наследие. Историография
В 1977 году библиотека и коллекция Роберта ван Гулика была приобретена Синологическим институтом Лейденского университета и с 1980 года собрание открылось для исследователей. Общий его объём составляет 9549 томов книг и порядка 3400 единиц произведений искусства. Университетом после 1982 года были изданы три комплекта микрофильмов и каталоги. Родственники передали дополнительные материалы в 1992 году. В собрании выделяются 117 произведений китайского традиционного детективного жанра, 35 сочинений по музыке, 90 редких рукописей, из которых 10 являются уникальными, и более 500 книг по искусству Китая и Японии. Часть коллекций каллиграфии и живописи ван Гулика в 1983 году ушли с аукциона Christie's.
Существует несколько биографий Роберта ван Гулика. Краткий обзор его жизни издал в 1969 году посол Тайваня в Австралии Чэнь Чжимай, многие приведённые там оценки прочно укрепились в историографии. В 1981 году гонконгский академический журнал «Orientations» выпустил тематический номер памяти ван Гулика. Одной из самых известных критики именовали выдержанную в популярном стиле книгу писателя детективного жанра Янвиллема ван де Ветеринга, вышедшую в свет в 1987 году тиражом 350 экземпляров; массовое издание последовало в 1998 году. Автор, который некоторое время жил в Японии, лично не встречался с Робертом ван Гуликом, но брал интервью у его сотрудников и знакомых. Основное содержание книги касалось детективов о судье Ди, голландскими переизданиями которых занимался ван де Ветеринг. В 1993 году вышла биография «Человек, проживший три жизни», написанная востоковедами и дипломатами, лично знакомыми c ван Гуликом, и пользовавшимися материалами семейного архива, в том числе личными дневниками и перепиской, — Карлом Баркманом и Хеленой де Фрис ван дер Хувен. Эта биография была переведена на французский, английский и китайский языки. Рецензент — Кристин Нгуен Тхи — называла эту монографию полезной для специалистов, «чтобы они позеленели от зависти, узнав, какова была научная подготовка одного из их предшественников».

### Переводы детективов
Роберт ван Гулик стремился, чтобы его детективы стали популярными в китайской аудитории. В 1953 году он выпустил «Убийство в лабиринте» в Сингапуре в собственном переводе на китайский язык. Однако известность серии о судье Ди в Китае началась только в 1981 году, когда английскими изданиями занялся аспирант Академии общественных наук КНР Чжао Ихэн, чья статья увидела свет в партийном официозе «Жэньминь жибао». Это совпало с «детективным бумом» на китайском книжном рынке. Первым вышел перевод «Лакированной ширмы» в журнале «Тяньцзинь янчан» (№ 5, 1981), а успешный приём у публики привёл к публикации нескольких рассказов из сборника «Обезьяна и тигр». До 1986 года произведения ван Гулика печатались четырнадцатью китайскими журналами, а далее последовало множество книжных изданий. В 2006 году Хайнаньское книжное издательство выпустило полное собрание произведений о судье Ди, сгруппированное по внутренней хронологии цикла. Большинство переводов были выполнены двумя специалистами — Чэнь Лайюанем и Ху Мином, которые имитировали стилистику минских и цинских романов. Эротические эпизоды, а также моменты, связанные с «инородцами», особенно уйгурами, в китайских переводах смягчались или элиминировались. Например, корейская куртизанка-заговорщица из романа «Золото Будды» в китайском переводе превратилась в патриотку, которая спасла Цзяо Тая ценой своей жизни. В «Убийстве в лабиринте» также смягчены элементы садизма в поведении главной преступницы.
Хотя «Убийство в лабиринте» увидело свет на японском языке ещё в 1951 году под наблюдением автора (при жизни вышло ещё «Золото Будды» в 1965 году), переводы романов и повестей о судье Ди сделались массовыми только после 1981 года. В XXI веке в японских переводах доступен практически весь цикл детективов, а также монографии «Сексуальная жизнь в Древнем Китае» (перевод Мацудайра Ивоко, 1988) и «Гиббон в Китае» (в переводе Накано Миёко, 1992).
После 1989 года весь цикл о судье Ди увидел свет в греческих переводах, с 2020 года эксклюзивные права на новый перевод получило издательство Minos Publications. В России и на постсоветском пространстве первые переводы детективов о судье Ди последовали в начале 1990-х годов, и постепенно цикл вышел в полном объёме и постоянно переиздаётся. Много сил переводам литературных и научных текстов ван Гулика посвятил японист А. М. Кабанов, который издал и русский вариант «Сексуальной жизни в Древнем Китае». В целом, нидерландские критики признают, что писатель Роберт ван Гулик почти забыт у себя на родине, и более популярен в Европе и США благодаря английским и немецким переводам. Был выпущен документальный фильм Роба Ромбоута с целью напомнить публике о знаменитом некогда востоковеде, дипломате и писателе.

### Беллетристика
В период 1949—1968 годов Робертом ван Гуликом были опубликованы 14 романов, две повести и восемь рассказов о судье Ди и его помощниках.
1. «Знаменитые дела судьи Ди» (Celebrated Cases of Judge Dee) (перевод с китайского, 1949)
2. «Убийство в лабиринте»/«Китайский лабиринт» (The Chinese Maze Murders[англ.]) (1956)
3. «Убийство на улице Полумесяца»/«Смерть под колоколом» (The Chinese Bell Murders[англ.]) (1958)
4. «Золото Будды» (The Chinese Gold Murders[англ.]) (1959)
5. «Убийство в цветочной лодке»/«Убийство на горном озере» (The Chinese Lake Murders[англ.]) (1960)
6. «Убийства гвоздями» (The Chinese Nail Murders[англ.]) (1961)
7. «Монастырь с привидениями» (The Haunted Monastery[англ.]) (1963)
8. «Императорская жемчужина» (The Emperor’s Pearl[англ.]) (1963)
9. «Лакированная ширма» (The Lacquer Screen[англ.]) (1964)
10. «Красный павильон» (Red Pavillion[англ.]) (1964)
11. «Обезьяна и тигр» (The Monkey and the Tiger[англ.]), рассказы (1965):
  1. «Четыре пальца»
  2. «Ночь тигра»
12. «Пейзаж с ивами»/«Белая ваза с синим рисунком» (The Willow Pattern[англ.]) (1965)
13. «Убийство в Кантоне» (Murder in Canton[англ.]) (1966)
14. «Призрак в храме» (The Phantom of the Temple[англ.]) (1966)
15. «Судья Ди за работой» (Judge Dee at Work[англ.]), рассказы (1967):
  1. «Пять благовещих облаков»
  2. «Убийства с красной лентой»
  3. «Он пришёл вместе с дождём»
  4. «Убийство на лотосовом пруду»
  5. «Два бродяги»
  6. «Не тот меч»
  7. «Саркофаг императора»
  8. «Убийство в новогоднюю ночь»
16. «Ожерелье и тыква-горлянка» (Necklace and Calabash[англ.]) (1967)
17. «Поэты и убийцы» (Poets and Murder[англ.]) (1968)

### Монографии и биографии на китайском языке
- Hélán Gāo Luópèi : [Чэнь Чжимай (сост.). Голландец Роберт ван Гулик] / Chén Zhīmài zhuàn. — Táiběi : Zhuànjì wénxué chūbǎnshè, 1969. — 73, 51 p. — (Wénshǐ xīnkān, 5). — Ориг.: 陳之邁著《荷蘭高羅佩》臺北: 傳記文學出版社,民國58。(文史新刊).
- Lǐ Měiyàn. Qín dào: Gāo Luōpèi yǔ zhōngguó gǔqín : [Ли Мэйянь. Путь циня: Роберт ван Гулик и китайская лютня]. — Xiānggǎng : Xiānggǎng dàxué ráozōngyí xuéshù guǎn, 2012. — 245 p. — Ориг.: 李美燕著 《琴道:高罗佩与中国古琴》香港大學饒宗頤學術館, 2012. — ISBN 978-988-15314-2-1.
- Shī Yè. Hélán hànxuéjiā Gāo Luōpèi yánjiū : [Ши Е. Исследования голландского синолога Роберта ван Гулика]. — Shànghǎi : Shànghǎi gǔjí chūbǎnshè, 2017. — 477 p. — Ориг.: 施晔著《荷兰汉学家高罗佩研究》上海古籍出版社, 2017. — ISBN 978-7-5325-8248-8.
- Yán Xiǎoxīng. Gāo Luōpèi shìjí : [Янь Сяосин. Собрание сведений о Роберте ван Гулике]. — Běijīng : Hǎitún chūbǎnshè, 2011. — 161 p. — (Hǎitún shūguǎn). — Ориг.: 严晓星编 《高罗佩事辑》。北京：海豚出版社， 2011。(海豚书馆). — ISBN 978-7-5110-0404-8.
- Zhāng Píng. Gāo Luōpèi: Gōutōng zhōngxī wénhuà de shǐzhě : [Чжан Пин. Роберт ван Гулик — посланец культуры, связавший Восток и Запад]. — Běijīng : Zhōnghuá shūjú, 2010. — 354 p. — (Bǐjiào wénxué yǔ wénhuà xīn shìyě cóngshū). — Ориг.: 张萍著《高罗佩：沟通中西文化的使者》。北京：中华书 局，2010。（比较文学与文化新视野丛书）. — ISBN 978-7-101-07396-6.

### Диссертационные работы
- Bernier L. «The Chinese Maze»: Le circuit interdiscursif du récit dans les romans policiers de Robert Hans van Gullk :  [фр.] / A thesis … for the M. A. degree. — Montréal : McGill University, 1987. — iii, 111 p.
- Mizumoto M. Translating Blackfoot kinship terms in a Blackfoot-English bilingual dictionary : A Thesis… M. A. degree. — University of Lethbridge, 2016. — xvi, 154 p.
- Wright D. F. Chinoiserie in the Novels of Robert Hans van Giilik : Thesis… for a Master of Arts. — Wilfrid Laurier University, 2004. — ii, 156 p.
- Yan Wei. The rise and development of Chinese detective fiction : 1900—1949 : A dissertation… for the degree Ph.D. — Cambridge, Massachusetts : Harvard University, 2009. — vii, 263 p.

### Монографии и статьи на европейских языках
- A. F. W. [Reviewed Work: Dee Goong An, Three Murder Cases Solved by Judge Dee by R. H. Van Gulik] // The Far Eastern Quarterly. — Vol. 11, no. 3. — P. 422.
- Barkman, C. D.; de Vries-van der Hoeven, H. Dutch Mandarin : the life and work of Robert Hans van Gulik / Tr. by Rosemary Robson. — Bangkok : Orchid Press, 2018. — xi, 305 p. — Originally published in Dutch as Een Man Van Drie Levens; Forum, Amsterdam, 1995. — ISBN 978-9-7452-4200-5.
- Chang V. K. L. Forgotten Diplomacy: The Modern Remaking of Dutch-Chinese Relations, 1927—1950. — Leiden : Brill, 2019. — xviii, 563 p. — (Studies on Modern East Asian History, 2). — ISBN 978-90-04-41070-1.
- Chen Siyu. Variation Studies of Literary Dissemination: The Image of China and Dee Goong An (Di Gong An) // Comparative Literature: East & West. — 2020. — Vol. 4, no. 1. — P. 45—57. — doi:10.1080/25723618.2020.1782025.
- Geissmann T. Gibbon paintings in China, Japan, and Korea: Historical distribution, production rate and context // Gibbon Journal. — 2008. — № 4. — P. 1—38. — ISSN 1661-707X.
- Goldin P. Introduction // Sexual life in ancient China, a preliminary survey of Chinese sex and society from ca. 1500 B. C. till 1644 A. D. / by R. H. Van Gulik; with a new introduction and bibliography by Paul R. Goldin. — Leiden : Brill, 2003. — P. xiii—xxv. — xxxix, 380 p. — (Sinica Leidensia; v. 57). — ISBN 90-04-12601-5.
- Gulik, Robert Hans van. Erotic colour prints of the Ming period : with an essay on Chinese sex life from the Han to the Ch’ing dynasty. B.C. 206 — A.D. 1644 / Authorized reprint with introduction by James Cahill and Wilt L. Idema. — Leiden : Brill, 2004. — Vol. 1. — lxxviii, 240 p. — (Sinica Leidensia; 62). — ISBN 90-04-13664-9.
- Hulsewé A. F. P. Nécrologie. R. H. van Gulik (1910—1967) :  [англ.] // T'oung Pao. Second Series. — 1968. — Vol. 54, no. 1/3. — P. 116—124.
- Huysmans M. Robert van Gulik : 1910—2010 :  [нид.]. — Zeeland : Boekerij «De Graspeel», 2010. — VII, 261 p. — ISBN 978-9-4909-7102-1.
- Lieberman F. Robert Hans Van Gulik: A Bibliography // Asian Music. — 1969. — Vol. 1, no. 1. — P. 23—30. — JSTOR 834007.
- Montana 1911 : a professor and his wife among the Blackfeet : Wilhelmina Maria Uhlenbeck-Melchior’s diary and C. C. Uhlenbeck’s original Blackfoot texts and a new series of Blackfoot texts / edited and translation from Dutch by Mary Eggermont-Molenaar. — Calgary, Alta. : University of Calgary Press, 2005. — xii, 417 p. — ISBN 1-55238-114-5.
- Roggendorf J. In Memoriam: Robert Hans van Gulik // Monumenta Nipponica. — 1968. — Vol. 23, no. 1/2. — P. i—vii. — JSTOR 2383105.
- Walravens H.[нем.]. Richter Di bei der Arbeit: Zu Robert van Guliks chinesischen Kriminalromanen :  [нем.] // Oriens Extremus. — 1993. — Bd. 36, № 2. — S. 223—234.
- Wetering Janwillem van de. Robert van Gulik : his life, his work / introduction by Arthur P. Yin. — New York : Soho Press, 1998. — 149 p. — Originally published: Miami Beach : D. McMillan Publications, 1987. — ISBN 156947124X.

### Статьи на русском языке
- Джандосова З. А. Поэзия дзэна (к 60-летию Александра Михайловича Кабанова) // Учёные записки Казанского университета. Серия Гуманитарные науки. — 2013. — Т. 155, № 3, ч. 2. — С. 247—257.
- Кабанов А. Роберт ван Гулик и судья Ди // Гулик Роберт ван. Сочинения в 3 т. — М. : ТЕРРА, 1996. — Т. 3: Ожерелье и тыква-горлянка; Пейзаж с ивами: Повести. — С. 406—430. — 432 с. — (Большая библиотека приключений и научной фантастики). — ISBN 5-300-00112-0.
- Кожин П. М. Гулик Роберт ван // Китайская философия: энциклопедический словарь / Гл. ред. М. Л. Титаренко. — М. : Мысль, 1994. — С. 79. — 573 с. — ISBN 5-244-00757-2.
- Мясников В. С. Открытие сокровенности древнего Китая (санскритолог, синолог, японовед — Роберт ван Гулик) // Scripta Gregoriana : Сборник в честь семидесятилетия академика Г. М. Бонгард-Левина / Отв. ред. С. Л. Тихвинский. — М. : Восточная литература, 2003. — С. 311—319. — 526 с. — ISBN 5-02-018383-0.
- Ненарокова М. Р. Детективные романы Р. ван Гулика как синтез литературных традиций Европы и Китая // Теоретические и прикладные аспекты современной науки. — 2015. — Т. 9, № 4. — С. 122—129.
- Ненарокова М. Р. Китайские истории на европейский лад: детективы Роберта ван Гулика о судье Ди // Сюжетология и сюжетография. — 2015. — № 2. — С. 69—76. — ISSN 2410-7883.